# Art de la Rome antique
 (avril 2025).

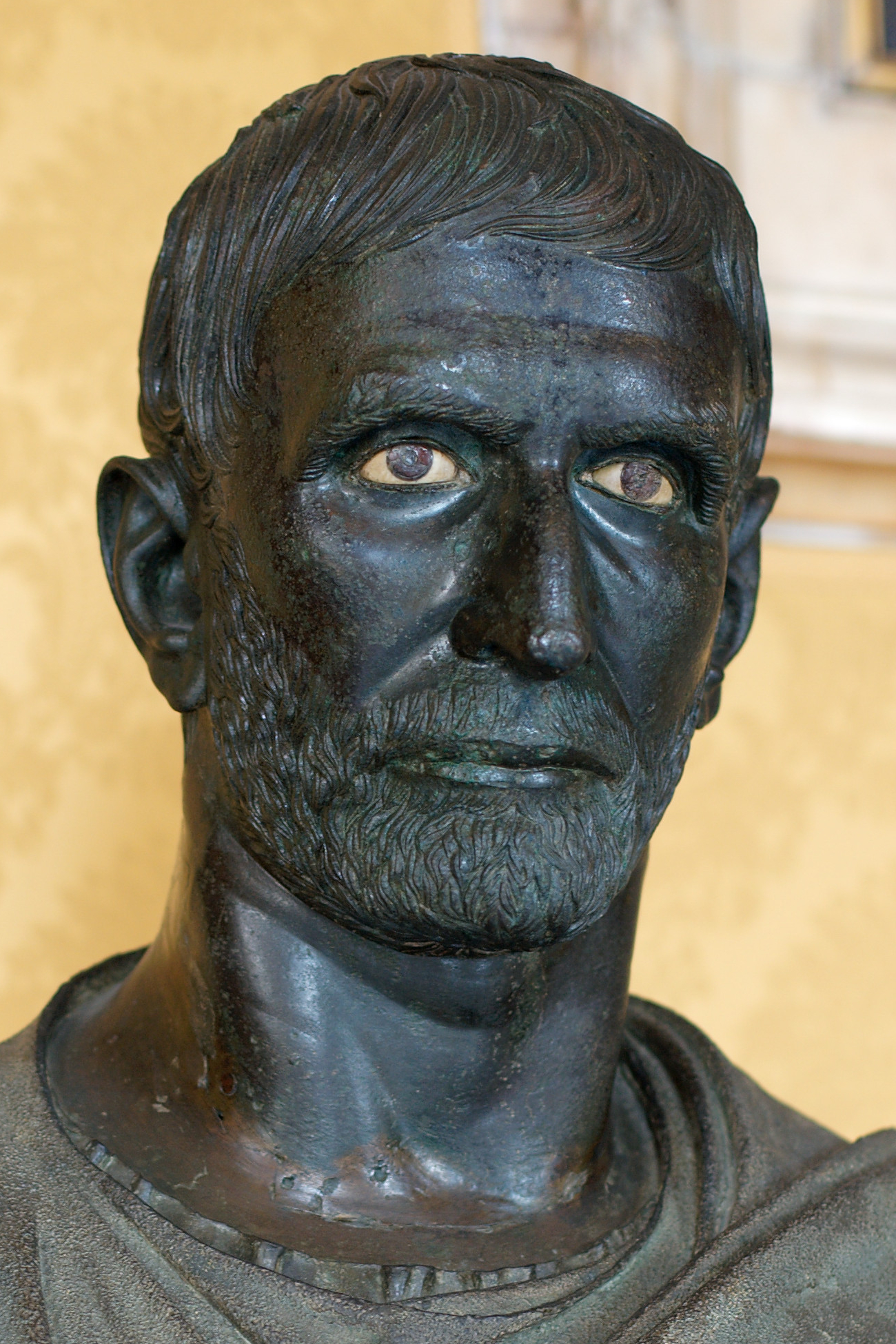
« Brutus du Capitole », bronze romain de l'époque républicaine,. Musées du Capitole, MC 1183 02.

L’art romain est l'art produit dans les territoires de la Rome antique, depuis la fondation de Rome (753 av. J.-C., selon la chronologie traditionnelle, partiellement confirmée par l'archéologie) jusqu'à la chute de l'Empire d'occident (476 ap. J.-C.). Il prend un véritable essor au contact de l'art grec que les historiens de l'art, au XIXe siècle, lui reprocheront d'imiter, et trouve de nouvelles influences dans les régions soumises par l'Empire.
Après la chute de l'Empire, l'art romain se prolonge dans l'art byzantin et l'art chrétien médiéval. Il a fortement influencé les artistes de la Renaissance puis du classicisme et du néo-classicisme.
Le présent article traite de l'architecture, de la sculpture, de la mosaïque et de la peinture dans l'Antiquité romaine. Pour les autres arts existent les articles détaillés : 
- Littérature latine
- Théâtre latin
- Musique de la Rome antique
- Danse dans la Rome antique

## Techniques des arts de la Rome Antique

### Architecture, urbanisme
Rome a développé un savoir-faire architectural considérable. Amphithéâtres, théâtres, arcs de triomphe, basiliques, aqueducs, thermes romains, marchés (macellum) et temples sont construits en pierre, ciment et briques, caractérisés par leurs systèmes de voûtes : composites ou toscanes.

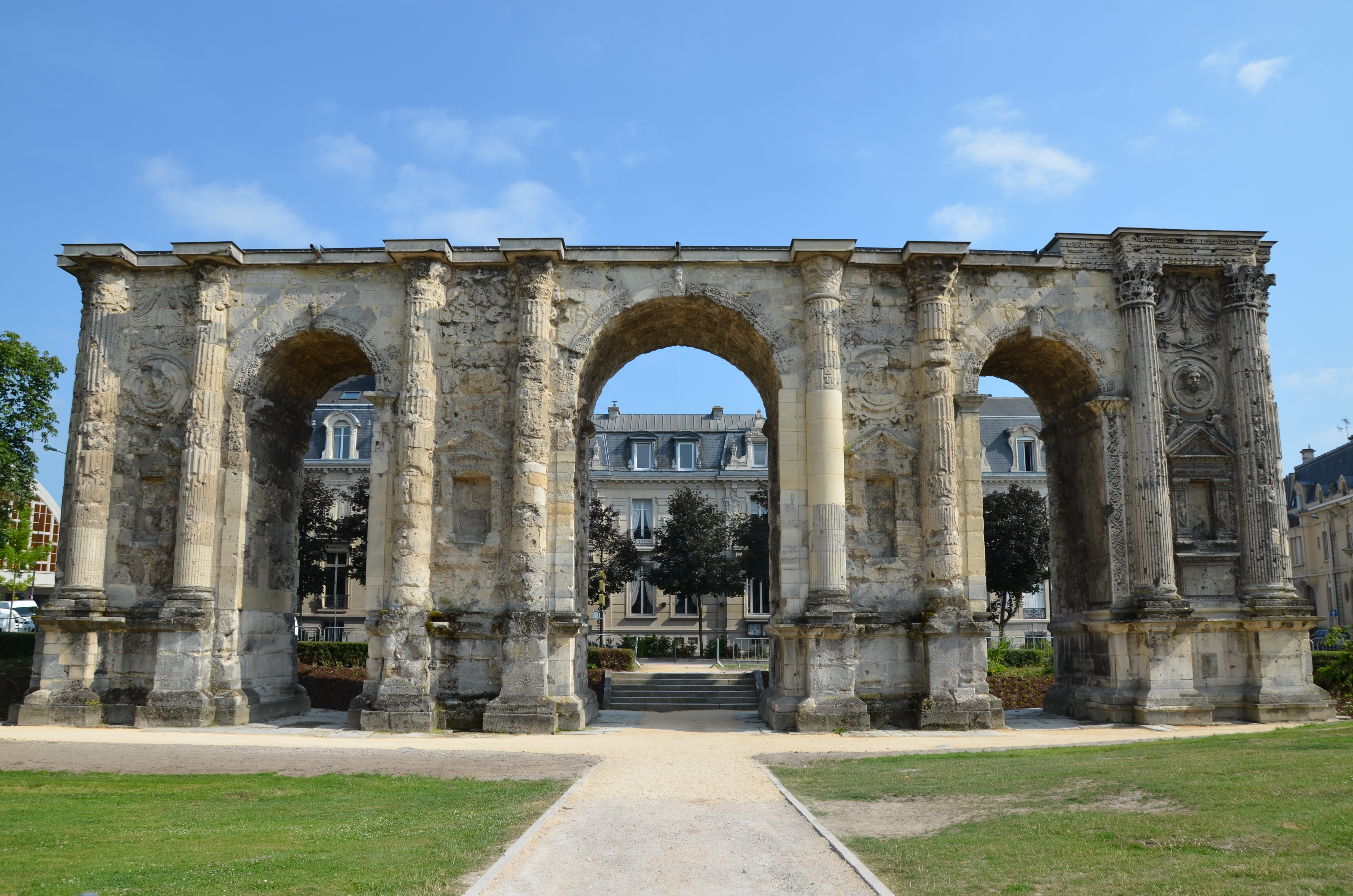
Porte de Mars, plus long arc romain du monde à Reims

### Sculpture
La sculpture romaine s'est largement inspirée des modèles grecs, en particulier des bronzes. C'est grâce à des copies romaines que l'on connaît de nombreux originaux grecs aujourd'hui disparus. Même si elle s'inspire de la sculpture grecque, la sculpture romaine a ses particularités comme l'invention du buste, et la démocratisation du portrait. De plus, elle a su produire un métissage des styles dans les régions sous imperium qui avaient déjà leur manière propre, comme l'Égypte ou les provinces orientales.
Contrairement à ce que pensaient les premiers archéologues, les statues romaines, de même que les grecques, étaient polychromes. Les Romains utilisaient soit de la peinture soit le mélange de matériaux (marbre et porphyre par exemple) qui était utilisé presque uniquement par les Romains en raison de son coût.

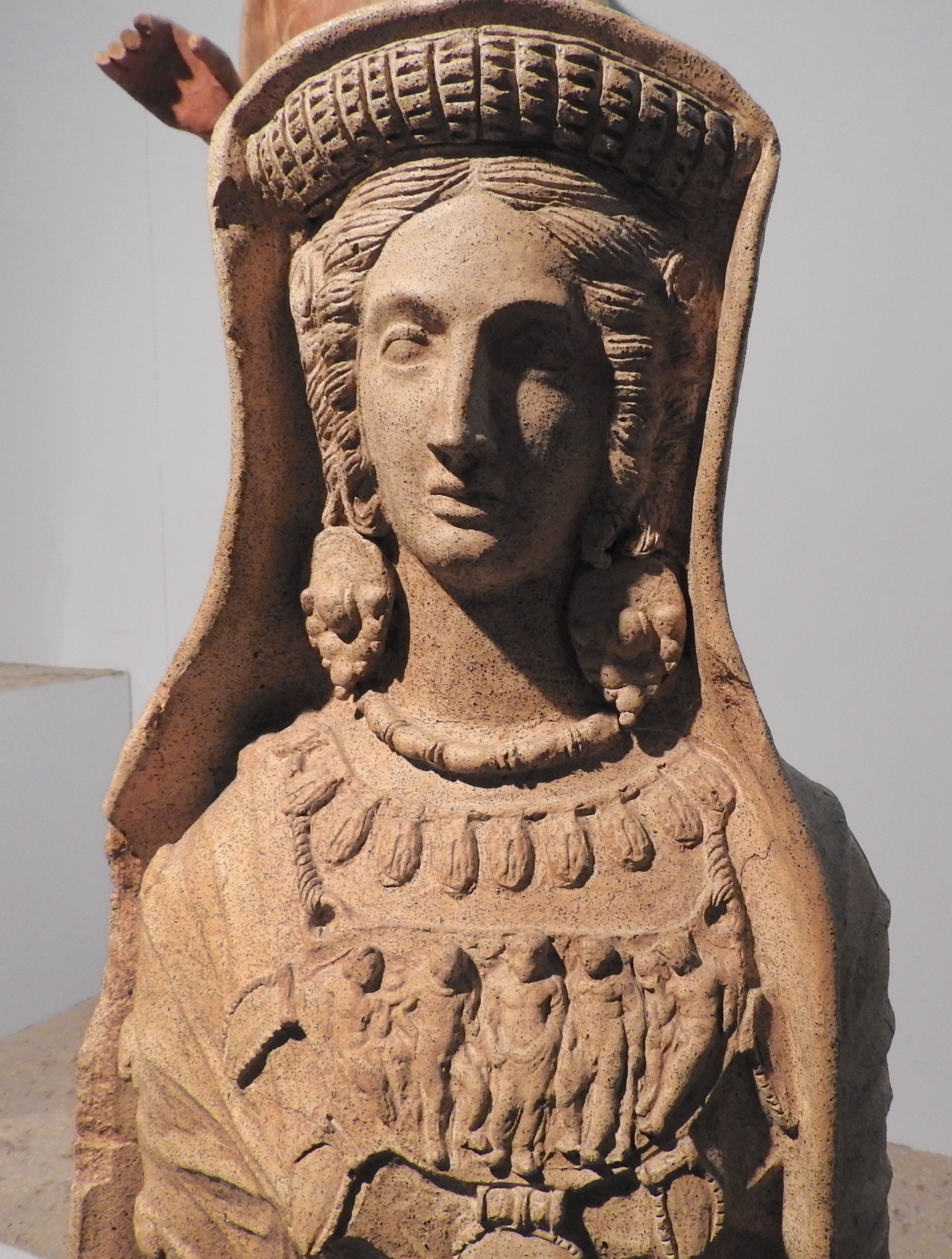
Porteuse d’offrande. Terre cuite. Lavinium, sanctuaire de Minerve., IIIe siècle av. J.-C. (396 AEC et après)
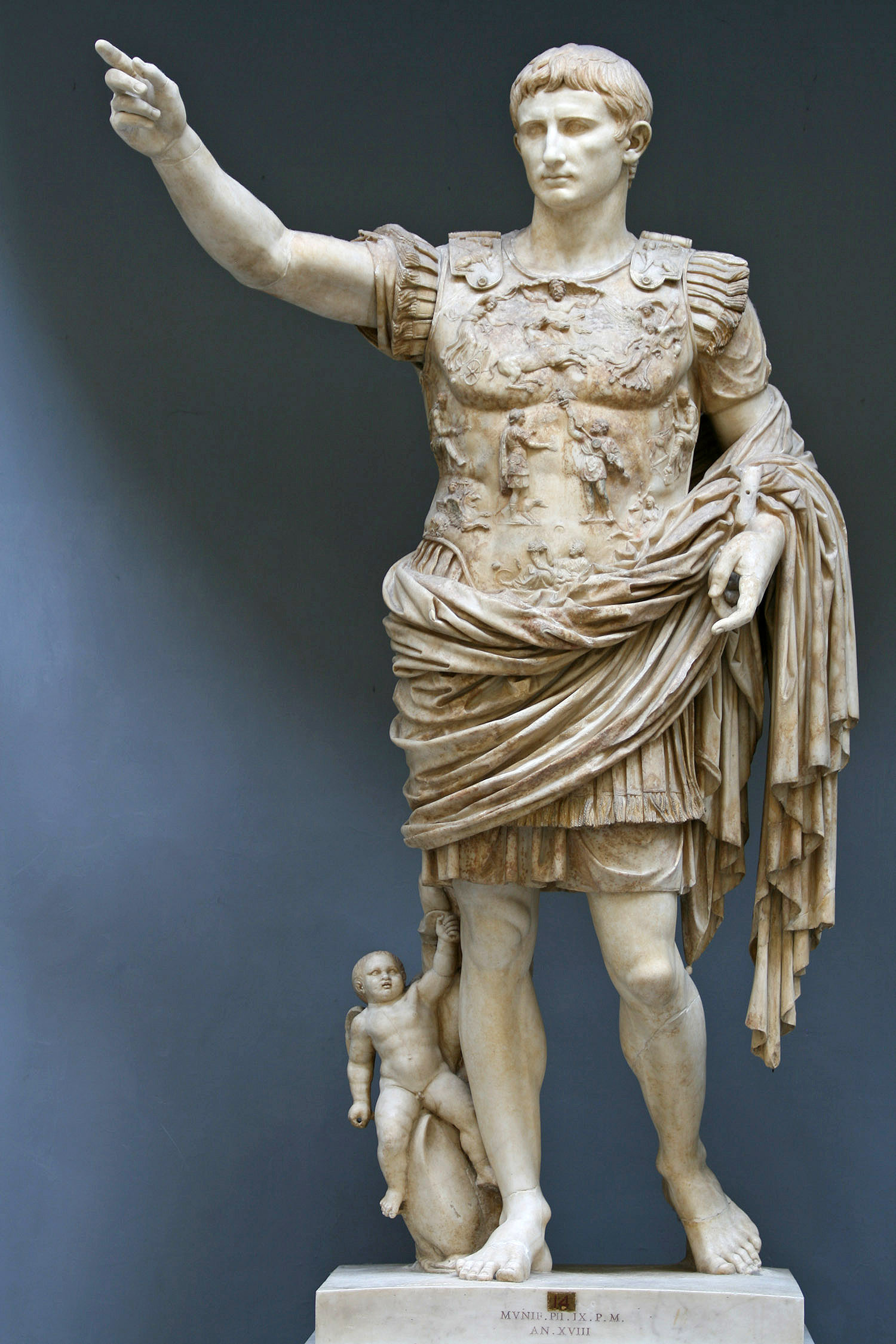
Auguste de Prima Porta, Ier siècle.
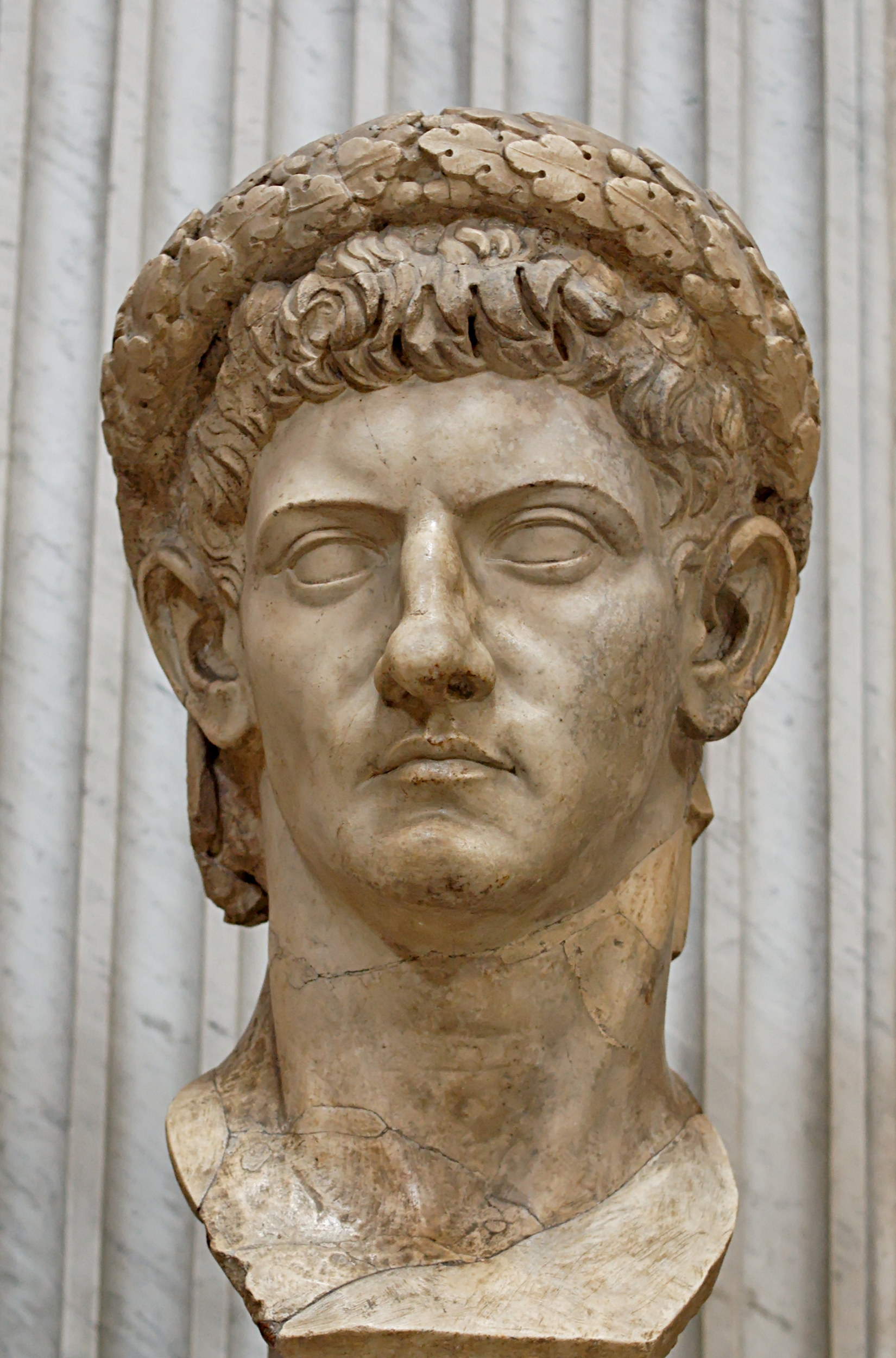
Claude, vers 50.
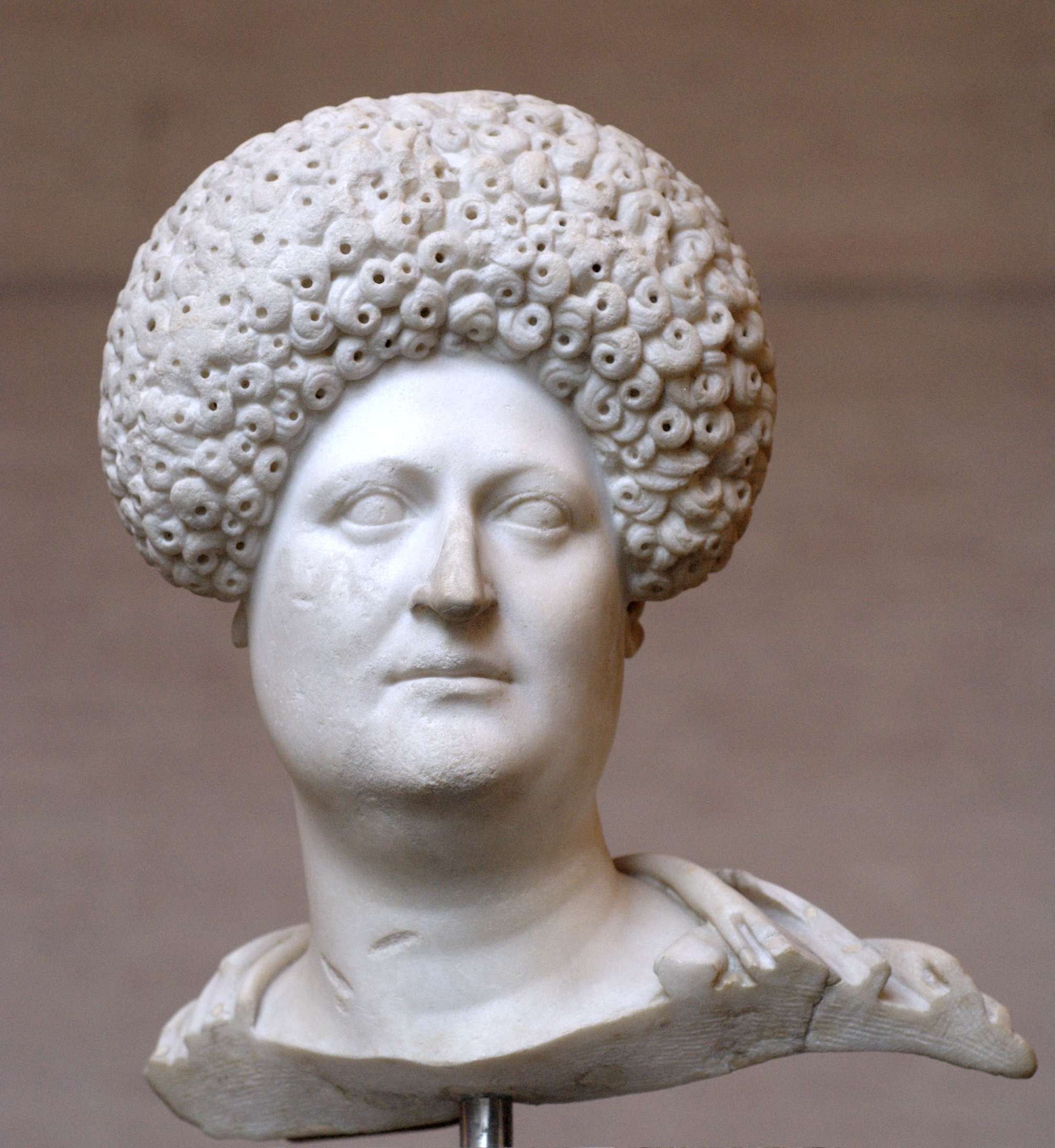
Buste de femme romaine, v. 80 ap. J.-C., Glyptothèque de Munich (Inv. 333)
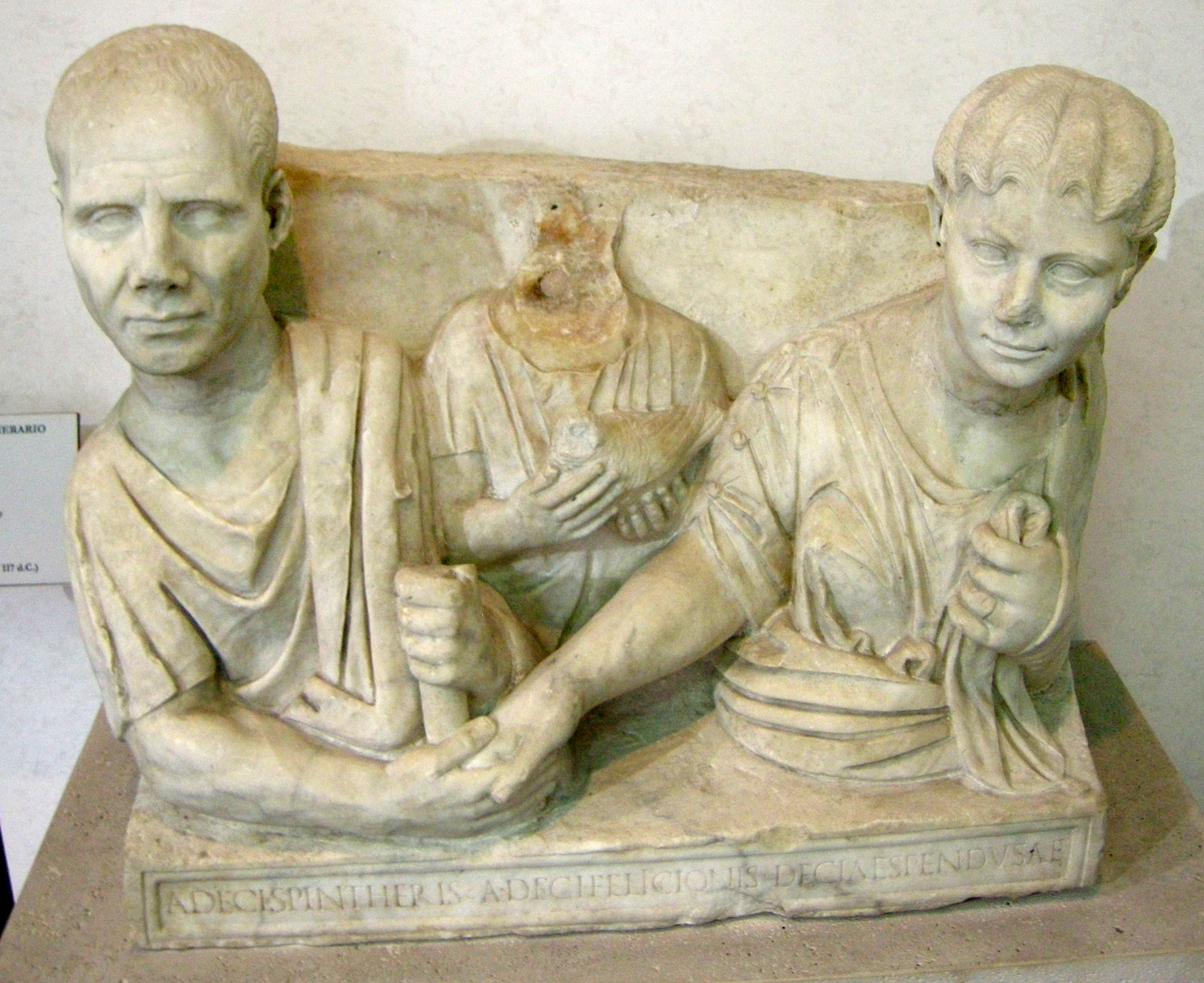
Tombe Decii, 98–117.
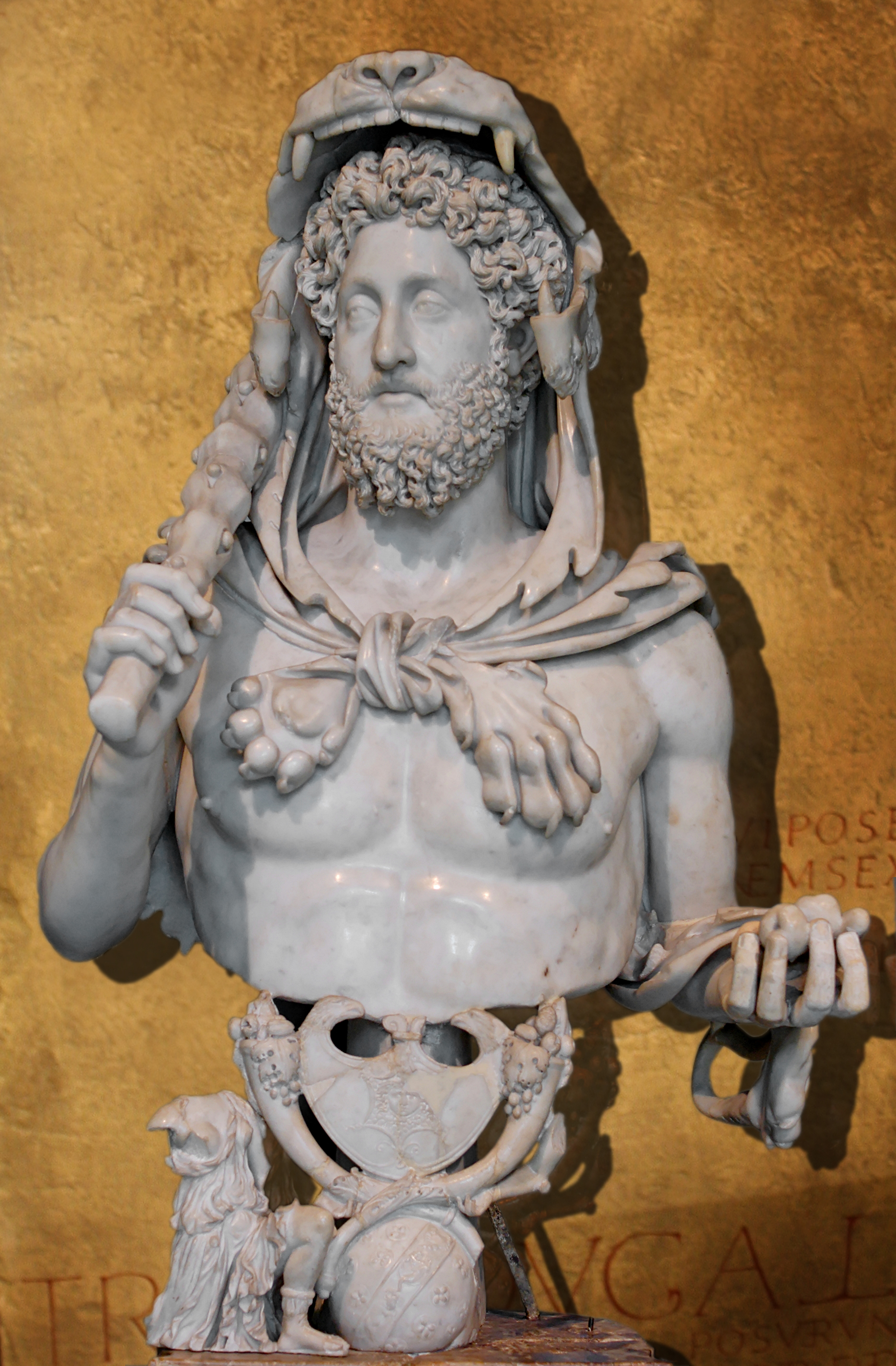
Commode en Hercule, vers 191, style baroque impérial tardif.
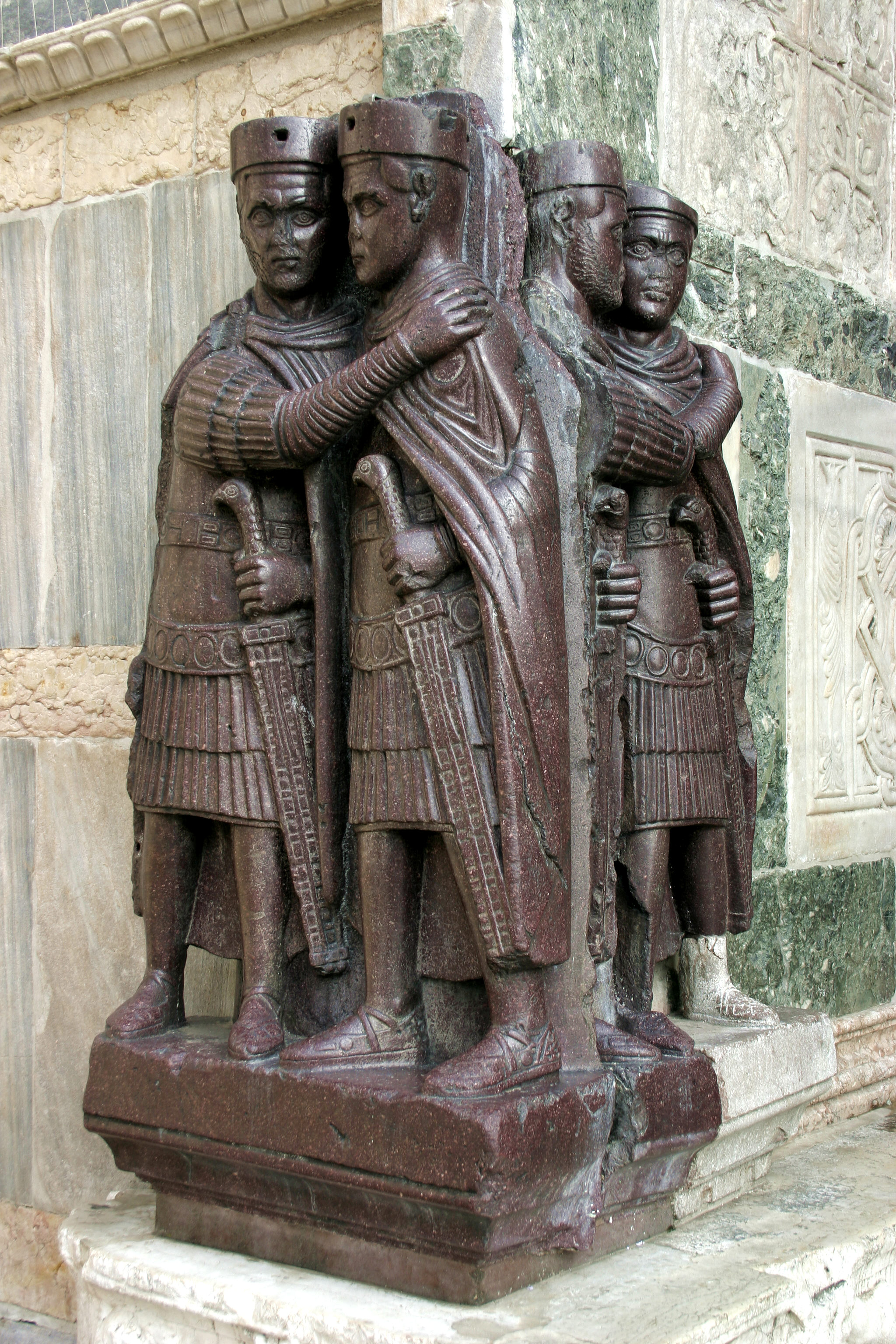
Statue des quatre tétrarques, à l'origine à Constantinople. Porphyre, H. 130 cm. Vers 300. Venise

### Mosaïque
La mosaïque (du grec ancien μουσεῖον / mouseĩon par le latin opus musivum, « appareillage de pierres qui appartient aux Muses ») est un art décoratif largement utilisé dans la Rome antique, pour la décoration intérieure des maisons et des temples. Elle utilise des fragments de pierre et de marbre assemblés à l'aide d'enduit, pour former des motifs ou des figures.
Elle est associée en particulier à Pompéi ou à Herculanum.
Plusieurs procédés coexistent. Le plus connu, l’opus tessellatum, emploie comme tesselles des abacules, c'est-à-dire des petits cubes de pierre, collés soit directement sur la surface à paver, soit sur un enduit intermédiaire. Il existe aussi l''opus sectile, qui utilise des fragments de tailles inégales de pierre ou de marbre.
Trois écoles se distinguent :
- L'école romaine, caractérisée par des dessins linéaires, sur des fonds neutres.
- L'école syrienne (dont le centre principal de production est Antioche). Les formes utilisées sont simplifiées, et les proportions sont mal respectées.
- L'école africaine (avec Carthage pour centre principal) qui développe un sens aigu de la perspective, du modelé, et une riche palette de couleurs.

Les thèmes de la mosaïque romaine sont essentiellement mythologiques ou animaliers.

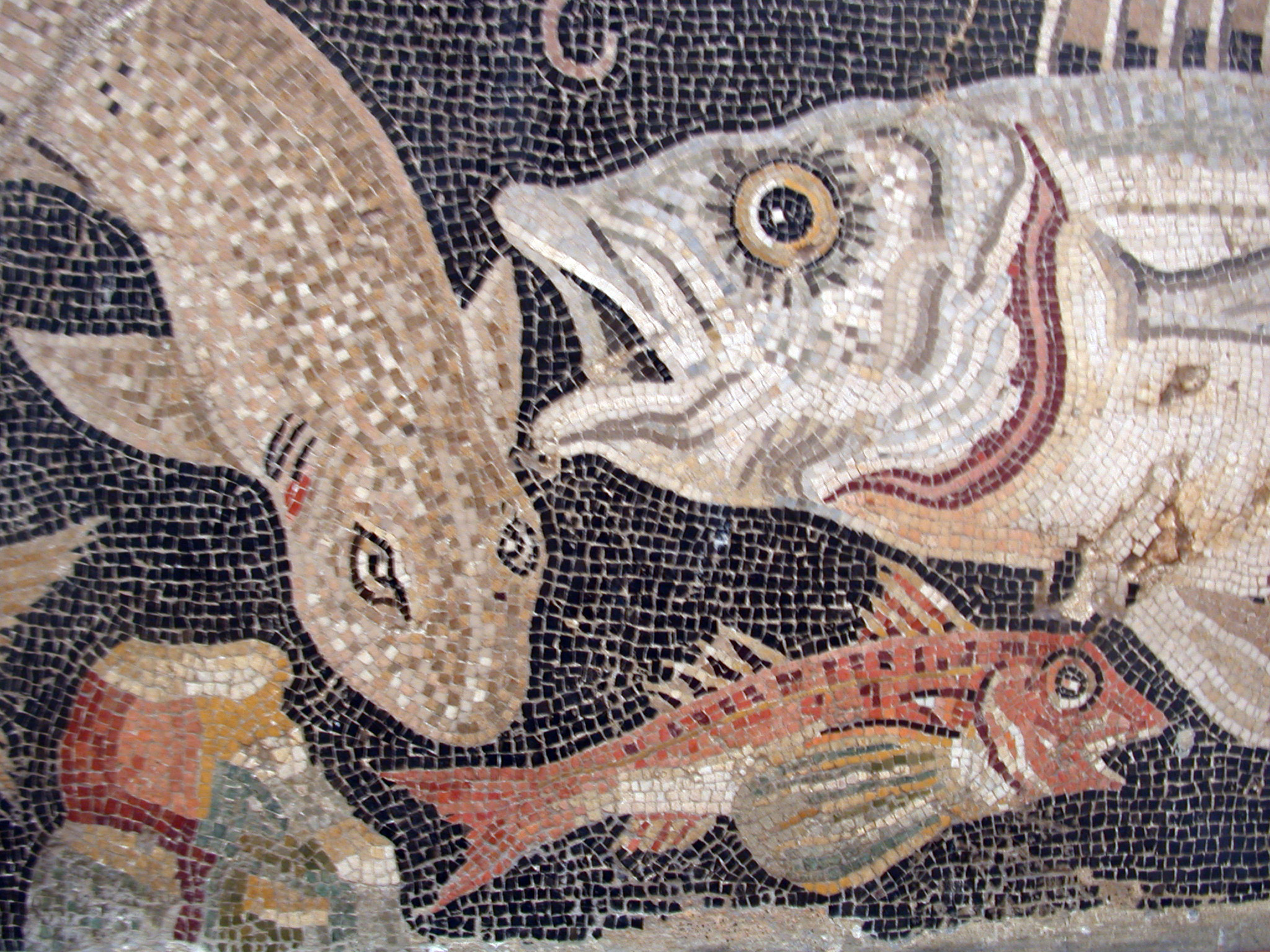
Mosaïque de Pompéi, conservée à Naples

### Peinture
Notre connaissance de la peinture romaine tient en grande partie à la préservation des sites de Pompéi, Herculanum, Oplontis et Stabies après l'éruption du Vésuve en l'an 79 de l'ère chrétienne. Il ne reste rien des tableaux grecs emportés à Rome aux IVe et IIIe siècles av. J.-C. et des peintures sur bois produites en Italie. Pline l'Ancien dit explicitement vers 69-79 apr. J.-C. que la seule véritable peinture résidait dans les peintures sur bois et qu'elle avait à peu près disparu à son époque, au profit des peintures murales qui témoignaient plus de la richesse des propriétaires que d'une recherche artistique.
Il faut de plus distinguer la peinture de tradition hellénistique directe et la peinture romaine. La peinture hellénistique - poursuivie par des peintres grecs - s'estompe progressivement, remplacée par la peinture romaine. Issue de la tradition medio-italique, elle répète « de plus en plus péniblement » les répertoires grecs jusqu'au IIe siècle. À partir du IIIe siècle, l'avènement d'une nouvelle civilisation picturale renouvelle les thèmes. Nous disposons de témoignages indirects de ce renouveau dans les mosaïques de l'époque et les premières miniatures byzantines.

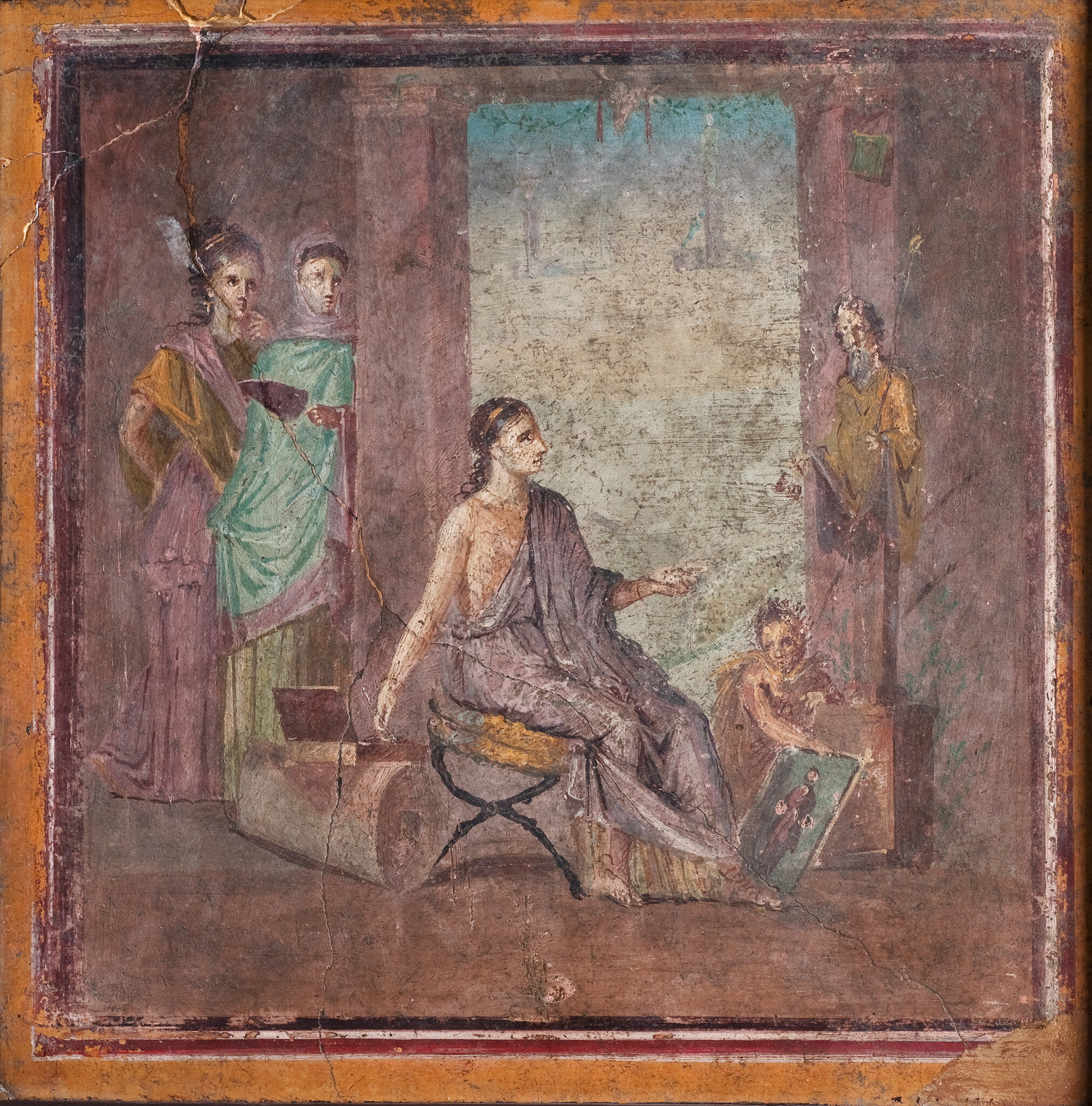
Peintre avec une statue peinte et un tableau. Pompéi

#### La peinture murale
On distingue traditionnellement quatre périodes dans la peinture murale, qui suivent la classification des styles pompéiens de August Mau, un archéologue allemand.

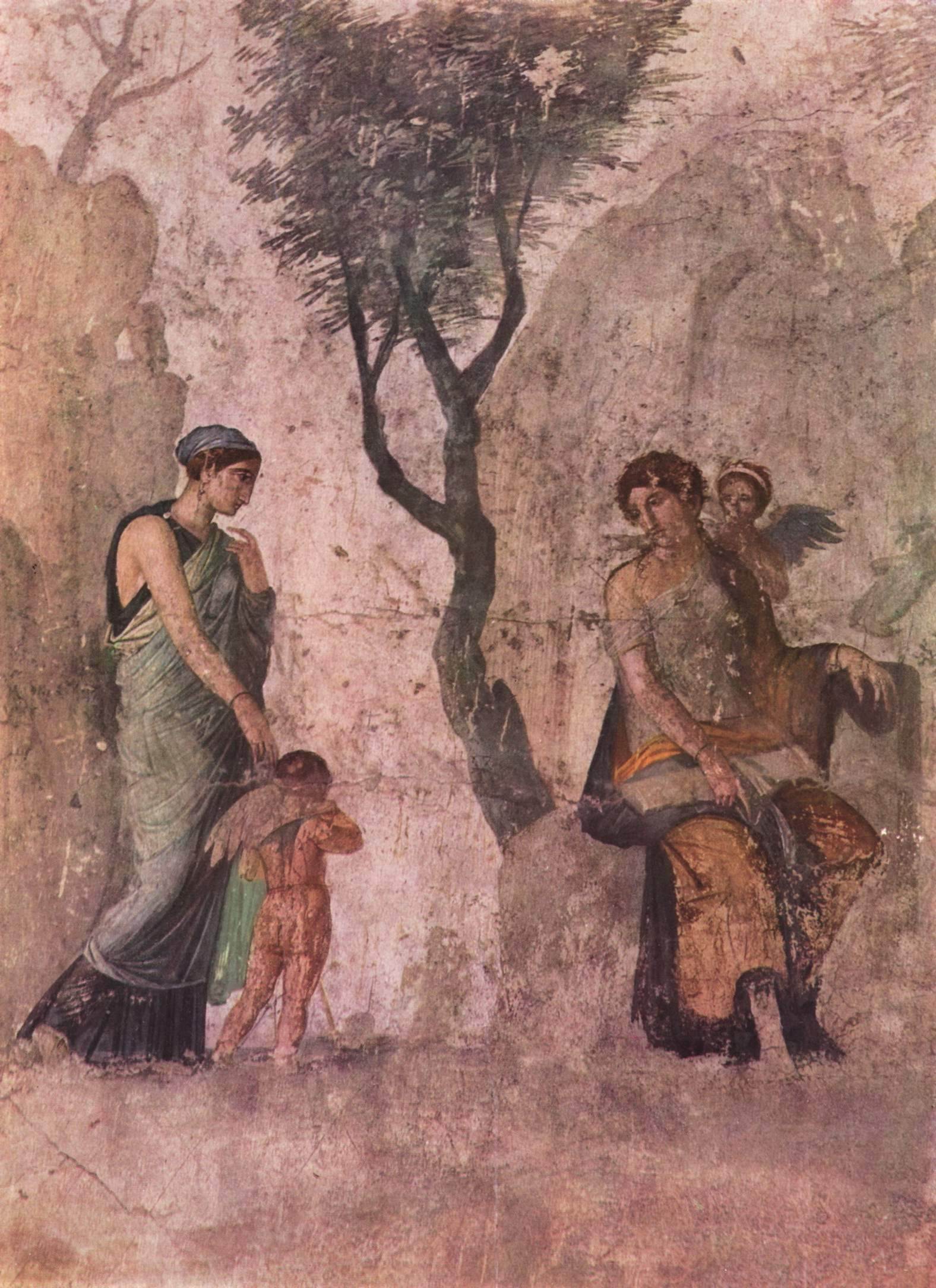
L'amour puni. Fresque du premier style, copie d'un original grec.

##### Premier style
Le premier style - dit des incrustations, en usage du milieu du IIe siècle av. J.-C. jusqu'en -80 - se caractérise par une évocation du marbre et par l'utilisation de couleurs vives. Ce style est une réplique des palais orientaux des Ptolémées, dont les murs étaient véritablement incrustés de belles pierres et de marbres. On trouve également des reproductions murales de tableaux grecs.

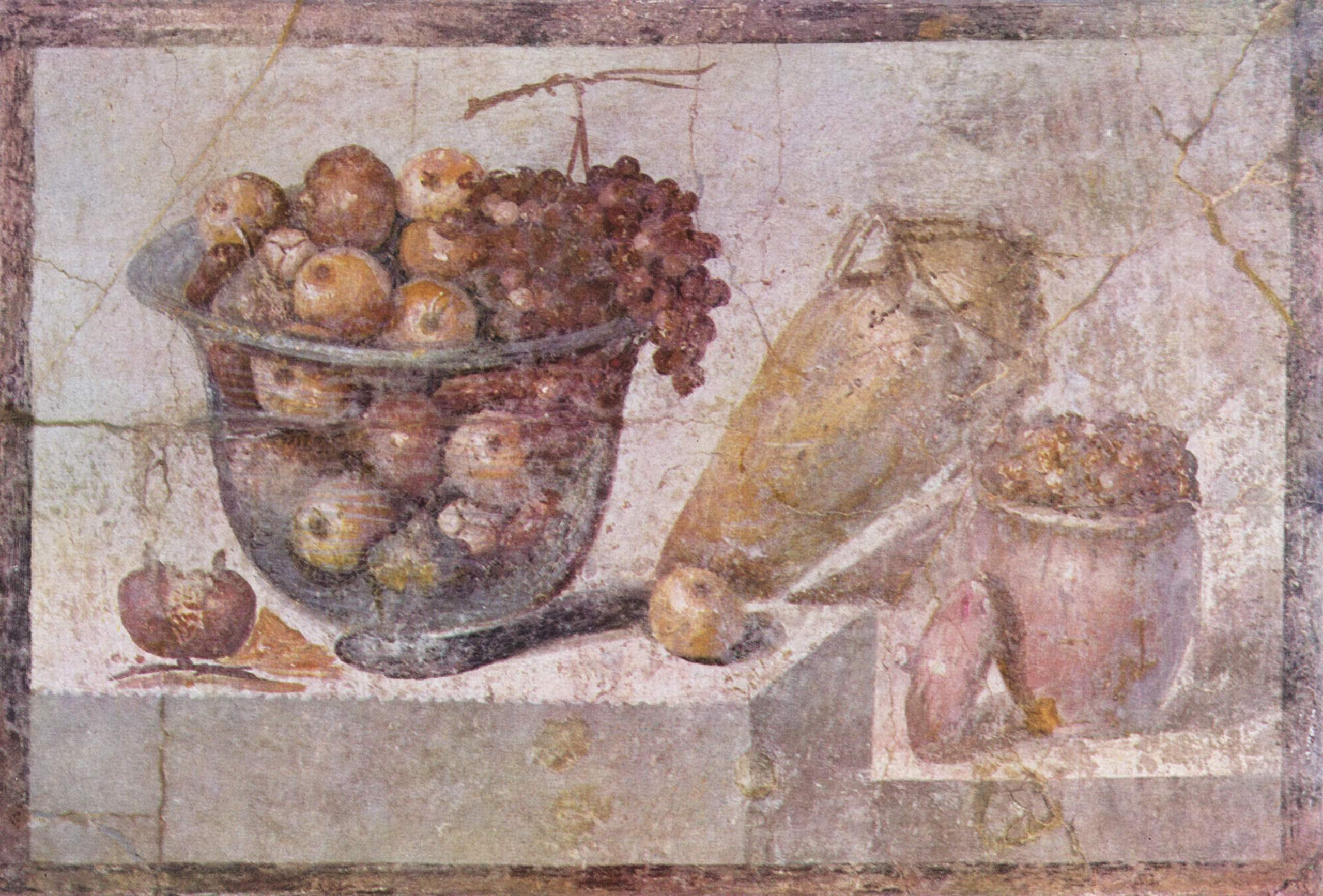
Nature morte du deuxième style. Fresque de la maison de Julia Felix, Pompéi

##### Deuxième style
Dans le deuxième style - ou période architectonique, qui domine le Ier siècle av. J.-C. - les murs sont décorés par de grandes compositions architectoniques en trompe-l'œil. Cette technique, qui consiste à mettre des éléments en relief, afin de les faire passer pour réels, par exemple, en dessinant une colonne qui passera pour un élément de l'architecture du bâtiment où l'œuvre est exposée, fut très utilisée par les Romains. À l'époque d'Auguste, le deuxième style évolue. Les fausses architectures ouvrent les parois avec de larges fonds dédiés à des compositions. Une structure inspirée des décors de théâtre se répète, et avec de très jolies fresques

##### Troisième style
Le troisième style est le résultat, autour de -20 à -10, d'une réaction à l'austérité de la période précédente. Il développe des décorations plus figuratives et colorées avec une visée surtout ornementale et présente souvent une grande finesse d'exécution. On le trouve à Rome jusqu'à 40, à Pompéi et ses environs jusqu'en 60.

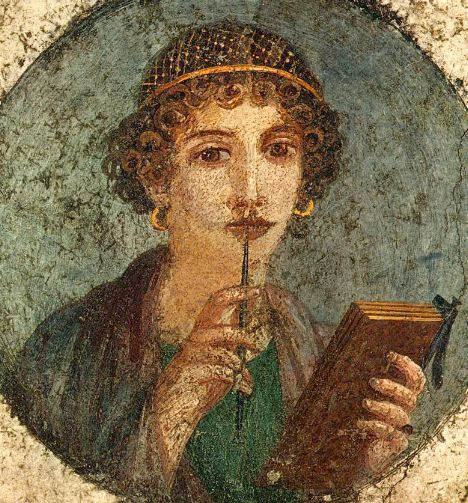
Fresque du quatrième style. Pompéi

##### Quatrième style
Enfin, le quatrième style - ou style fantastique - apparu vers 60 - 63, réalise une synthèse entre le second style illusionniste et la tendance décorative et figurative du troisième style. Retrouvant les techniques du style perspectif, il se surcharge d'ornements. Un élément typique de cette phase est l'utilisation de figures détachées du contexte d'un tableau, et intégrées dans une architecture proche des décors de théâtre.
Ce quatrième style a eu une grande importance dans l'histoire de l'art. Après l'incendie de Rome en 64, Néron fait construire un grand palais nommé la Domus aurea. À la suite de son suicide en 68, les terres qui avaient été réquisitionnées sont rendues par le sénat à l'usage public et on construit de nouveaux bâtiments dans lesquelles subsistent certaines salles du palais. Ces grandes salles, devenues souterraines, sont redécouvertes à la Renaissance par des artistes qui réalisent des copies des peintures murales. Du fait de leur origine, ces œuvres sont dénommées « grotesques » et leur étrangeté a donné par la suite un autre sens au terme.
Pline l'Ancien présente Fabullus comme un des peintres principaux de la Domus aurea : « Plus récemment vécut aussi le peintre Fabullus, au style digne et sévère tout en étant éclatant et fluide. De sa main était une Minerve, qui, de quelque côté qu'on la contemplât, avait le regard dirigé vers le spectateur. Il ne peignait que quelques heures par jour, et cela avec dignité, car, même sur son échafaudage, il était toujours revêtu de la toge. La Maison d'Or fut la prison de son art […] »
On peut voir dans cette succession de styles la tension entre la tendance illusionniste, qui vient de la Grèce, et la tendance ornementale qui est le reflet de la tradition italique et de l'influence de l'Orient.

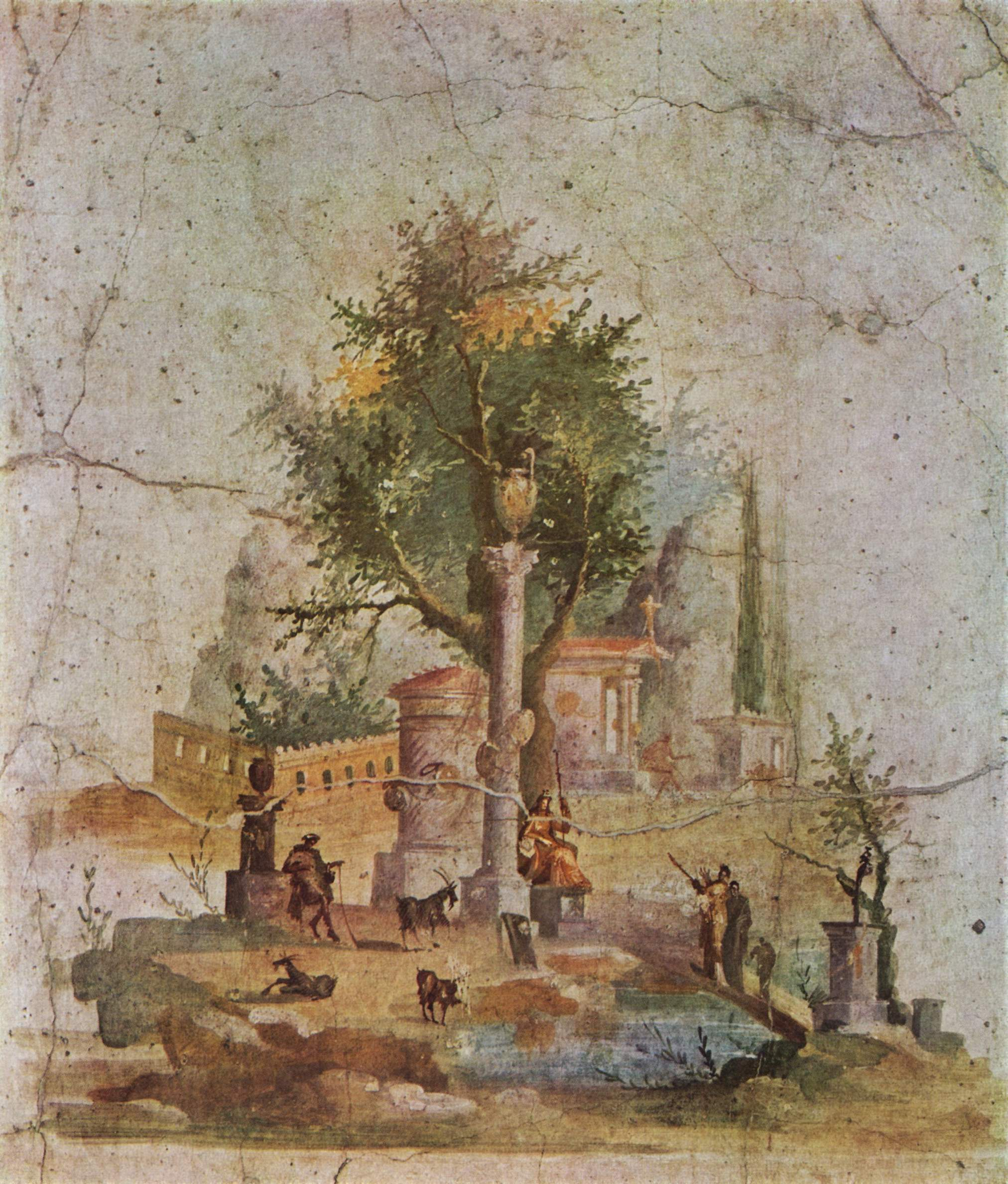
Villa de Boscotrecase, Pompéi. Deuxième style

##### Une grande diversité de sujets
La peinture romaine présente une grande diversité de sujets : animaux, natures mortes, scènes de vie courante. Elle évoque les plaisirs de la campagne à l'intention des citadins fortunés et représente des bergers, troupeaux, temples rustiques, maisons de campagne et des paysages ruraux et montagneux.
L'innovation principale de la peinture romaine par rapport à l'art grec serait la figuration de paysages, avec l'apport d'une technique perspective. L'art de l'orient antique n'aurait connu le paysage que comme décor à des scènes civiles ou militaires. Cette thèse, défendue par Franz Wickhoff suscite le débat. Il est en effet possible de voir dans le Critias de Platon (107b-108b) un témoignage du savoir-faire grec pour la représentation de paysages : « [...] si un peintre qui peint la terre, des montagnes, des rivières, des forêts et le ciel tout entier avec ce qu’il renferme et ce qui s’y meut, est capable d’en atteindre si peu que ce soit la ressemblance, nous sommes aussitôt satisfaits. »

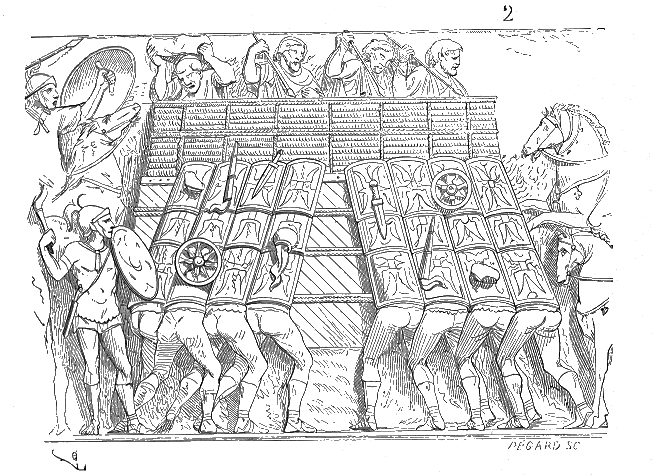
Détail de la colonne Antonine. Dessin de Viollet le Duc.

##### Les peintures triomphales
Dès le IIIe siècle av. J.-C. un genre de peinture particulier apparaît, les peintures triomphales, relaté par des témoignages littéraires. Ce sont des peintures que l'on portait dans le cortège du triomphe après les victoires militaires. Elles représentaient des épisodes de la guerre, les villes et les régions conquises. Des cartes sommaires étaient figurées pour indiquer les hauts lieux de la campagne. Ainsi Flavius Josèphe décrit la peinture exécutée à l'occasion du triomphe de Vespasien et Titus après la prise de Jérusalem : « La guerre y était figurée en de nombreux épisodes, formant autant de sections qui en offraient la représentation la plus fidèle ; on pouvait voir une contrée prospère ravagée, des bataillons entiers d'ennemis taillés en pièces, les uns fuyant, les autres emmenés en captivité : des remparts d'une hauteur surprenante renversés par des machines ; de solides forteresses conquises ; l'enceinte de villes pleines d'habitants renversée de fond en comble : une armée se répandant à l'intérieur des murs ; tout un terrain ruisselant de carnage ; les supplications de ceux qui sont incapables de soutenir la lutte ; le feu mis aux édifices sacrés ; la destruction des maisons s'abattant sur leurs possesseurs : enfin, après toute cette dévastation, toute cette tristesse, des rivières qui, loin de couler entre les rives d'une terre cultivée, loin de désaltérer les hommes et les bêtes, passent à travers une région complètement dévastée par le feu. Car voilà ce que les Juifs devaient souffrir en s'engageant dans la guerre. L'art et les grandes dimensions de ces images mettaient les événements sous les yeux de ceux qui ne les avaient pas vus et en faisaient comme des témoins. Sur chacun des échafaudages on avait aussi figuré le chef de la ville prise d'assaut, dans l'attitude où on l'avait fait prisonnier. »

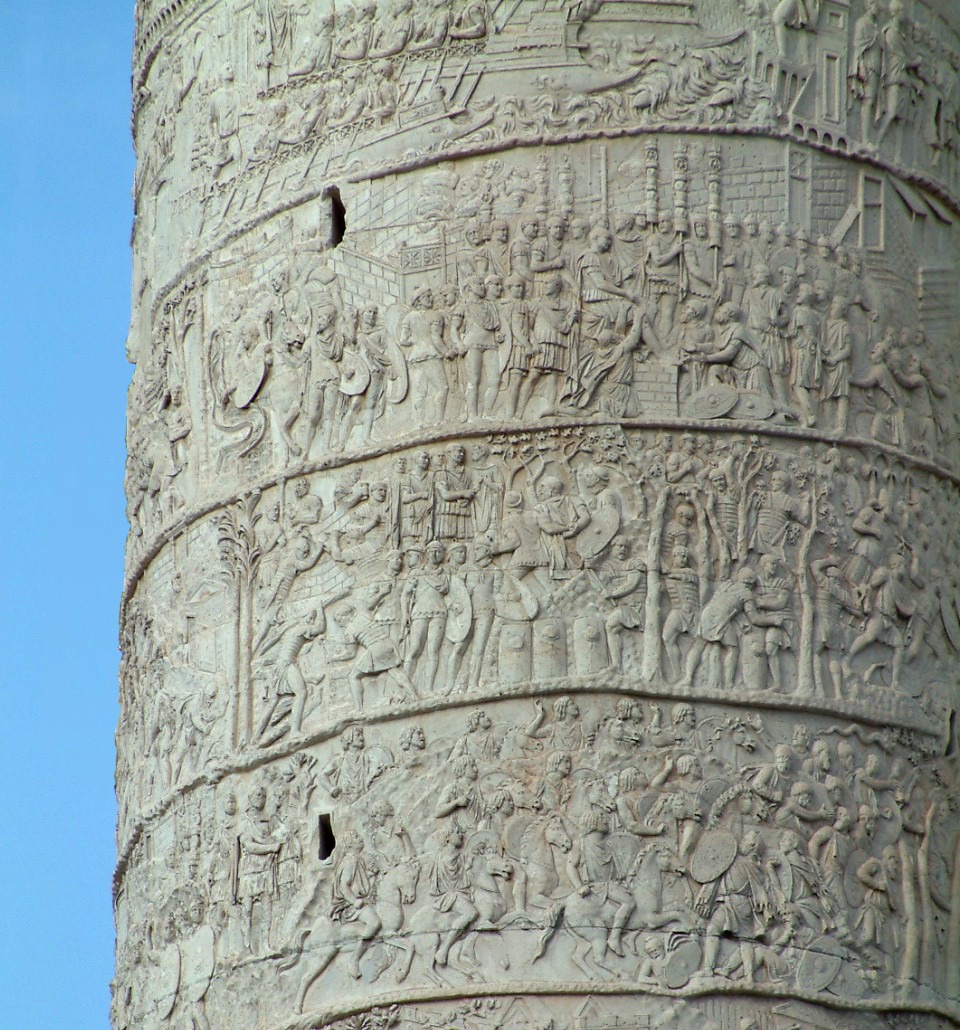
Détail de la colonne Trajane

Ces peintures ont disparu, mais elles ont très probablement influencé la composition des reliefs historiques présents sur les sarcophages de soldats, l'arc de Titus et la colonne Trajane. Ces témoignages soulignent l'importance des paysages, qui prennent parfois l'aspect de plans perspectifs.
Ranuccio décrit ainsi la plus ancienne peinture trouvée à Rome, dans une tombe de l'Esquilin : « Il représente une scène historique, décrite sur fond clair, en quatre zones superposées. Quelques personnages sont indiqués, tels Marcus Fannius et Marcus Fabius. Ceux-ci sont de plus grandes dimensions que les autres figures [...]. Dans la seconde zone, à gauche, une ville entourée de murailles crénelées, devant laquelle se tient un guerrier de plus grande dimension, qui porte un bouclier ovale et un casque surmonté d'une plume verticale de chaque côté ; près de lui, un homme en toge courte, armé d'une lance. [...] Autour de ces deux figures, on voit des soldats, de dimension réduite, en tunique courte, armés de lances. Dans la zone inférieure se déroule un combat, où un guerrier, portant un bouclier ovale et un casque à deux plumes, est représenté plus grand que les autres figures, dont les armements permettent de supposer que ce sont des Italiques, probablement des Samnites. »
L'identification de l'épisode est incertaine. Parmi les hypothèses, Ranuccio retient une victoire du consul Quintus Fabius Maximus Rullianus pendant la deuxième guerre contre les Samnites en 326. La représentation des personnages avec des tailles proportionnelles à leur importance est typiquement romaine, et se retrouve dans les reliefs de l'art plébéien. Cette peinture est un incunable de la peinture triomphale, et aurait été réalisée vers le début du IIIe siècle av. J.-C. pour décorer la tombe d'un descendant de Quintus Fabius.

## Sociologie des artistes

### Les commanditaires à l'honneur
La société romaine n'a jamais connu l'évolution dont ont profité, à partir du Ve siècle av. J.-C., les artistes grecs. Les meilleurs d'entre eux ont été reconnus de leur vivant, ils ont laissé des œuvres célèbres et apposaient leur nom sur leurs réalisations. Dans son Histoire naturelle, notamment le livre XXXV, Pline l'Ancien cite des dizaines de noms d'artistes, les classe par écoles, distingue leurs originalités et narre des anecdotes à leur sujet. Ce sont presque exclusivement des artistes grecs, à l'exception de Fabius Pictor et de Pacuvius. L'incertitude qui pèse sur le premier est révélatrice : le cognomen "pictor" signifie "peintre", mais il est commun à une famille de hauts magistrats romains du IIIe siècle av. J.-C. Fabius Pictor est-il un peintre ou un magistrat qui a fait peindre le temple de Salus ? Le texte de Pline montre parfaitement que, pour les Romains, le nom du commanditaire, du donneur d'ordre, du propriétaire, ou même de celui qui a donné à voir telle œuvre dans un temple ou un portique, est plus important que celui de l'artiste. Aucun artiste romain n'a donc laissé de nom comparable à celui de Praxitèle ou de Zeuxis.

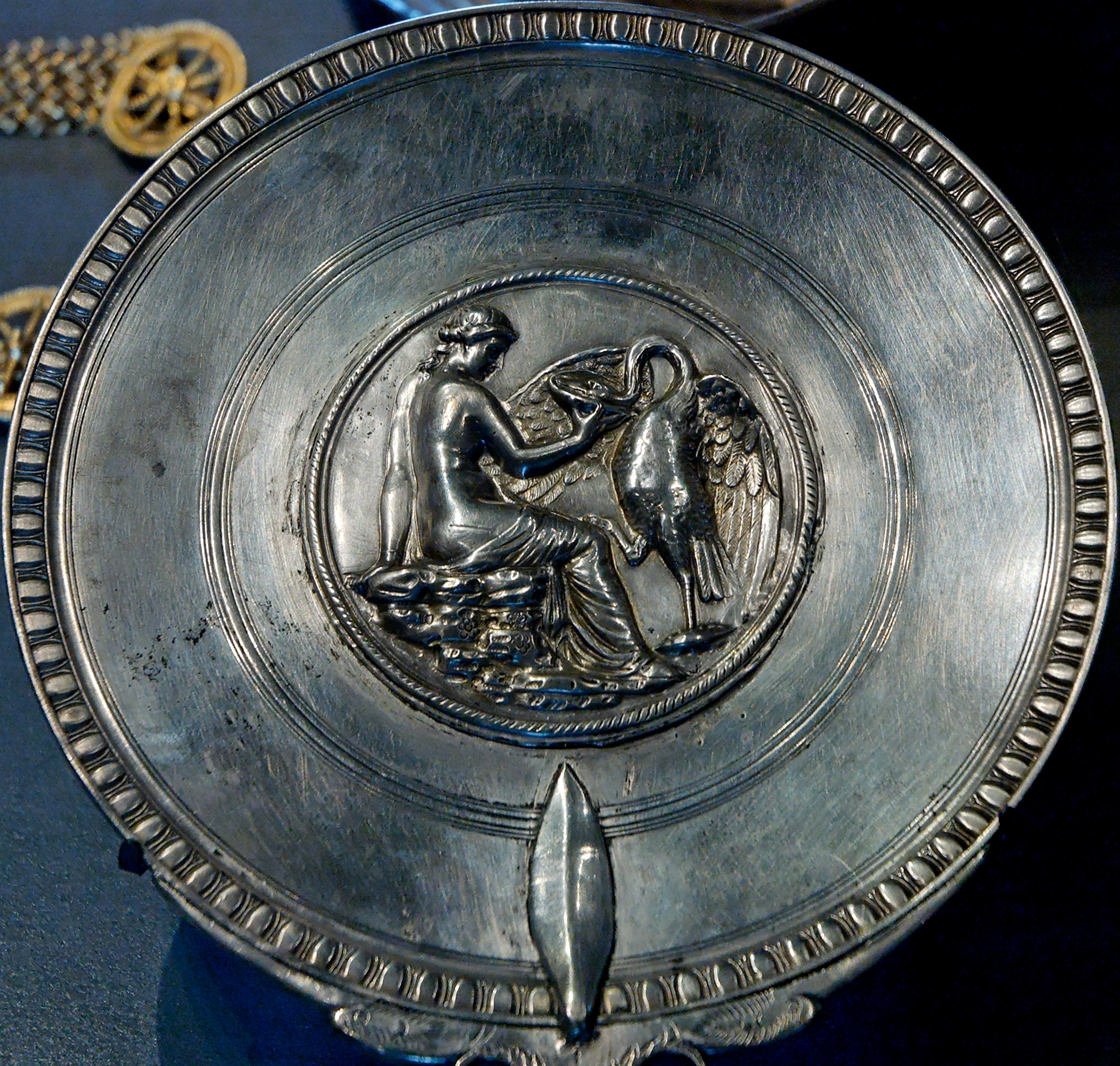
Miroir du trésor de Boscoreale (argent), I. Musée du Louvre, Bj 2159. Léda et le cygne.

### Ars dicendi ante omnia
Cet anonymat n'est évidemment pas dû à la médiocrité des artistes romains. Il est à rechercher dans des causes à la fois culturelles, sociales et historiques. La première de ces causes, c'est que pour les Romains, la littérature est le premier des arts, avant toute réalisation plastique, si belle soit-elle. L'éducation des jeunes romains est d'abord un apprentissage de la langue, du discours, du raisonnement et du calcul. Ce goût pour la langue provient de la place qu'occupe la politique chez les élites : on construit sa carrière en sachant discourir, plaider, argumenter, jusque sur le champ de bataille (la fameuse harangue, ou adlocutio). Si tant de statues—y compris des statues funéraires d'enfants morts en bas âge—nous montrent des romains tenant un rouleau de papyrus la main et à leur pied une capsa renfermant la suite de leur discours, c'est que l'art oratoire—et également musical, mais c'est presque la même chose—est tenu pour le summum du génie.

### Un statut relativement humble

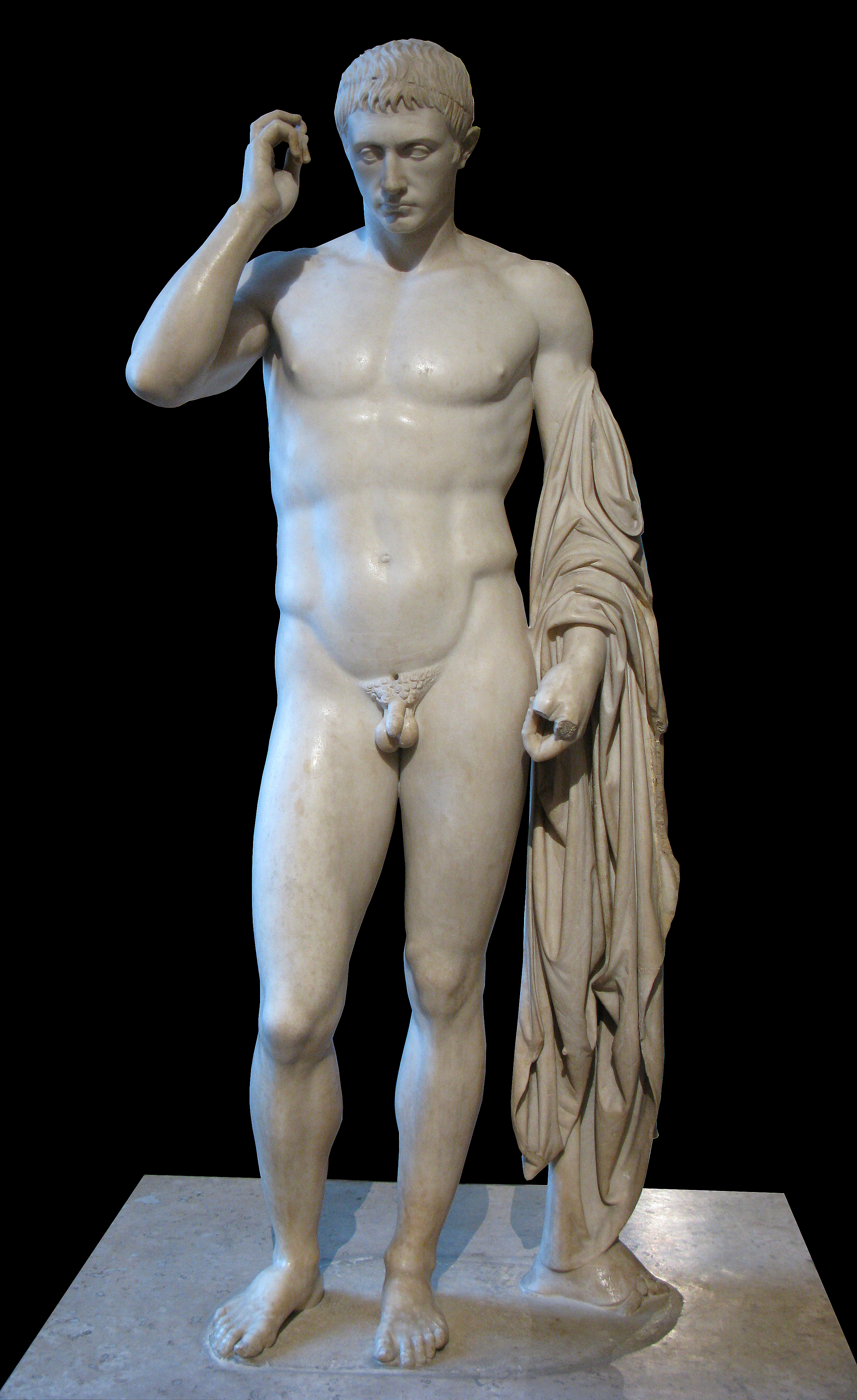
Statue de Marcellus, vers -20. Musée du Louvre, Ma 1207

Dans la société romaine, le mot "artiste" (artifex) n'a pas le même sens qu'aujourd'hui, il signifie plus "artisan" que "créateur". L'habitude de copier des modèles illustres, déjà bien présente dans l'art grec hellénistique et reprise par les artistes/artisans romains, brouille les cartes. Bien qu'il ne s'agisse jamais de copies à l'identique, mais plutôt d'adaptations, voire de variations autour d'une œuvre majeure, cette démarche, dès l'Antiquité, contribue à amoindrir le statut de l'artisan/artiste, dont la libre expression est apparemment anéantie. Finalement, la réflexion artistique, le travail intellectuel et sensible qui caractérisent aujourd'hui un artiste étaient une gratification souvent fournie, mais nullement requise.

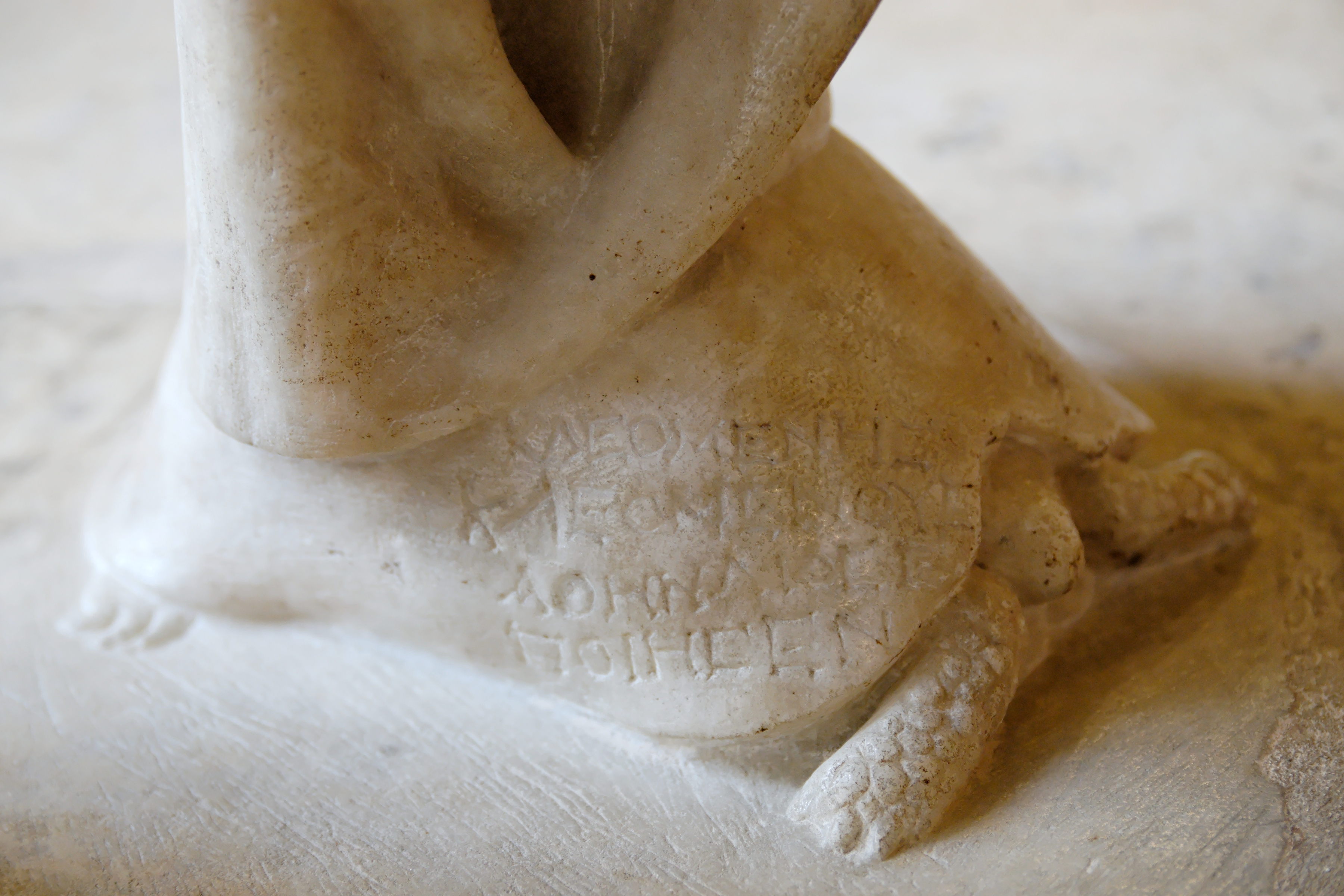
Signature de Cléoménès, vers -20. Musée du Louvre, Ma 1207

L'œuvre d'art au sens moderne n'était donc qu'une production à faible valeur ajoutée qui ne valait guère plus que les matériaux dont le faber l'avait constituée. La main-d'œuvre était donc d'un coût modique. Elle n'était servile que pour les plus basses tâches, qu'on ne peut qualifier d'"artistiques". L'artiste/artisan, en revanche, était parfois un homme né libre, souvent un affranchi, très fréquemment un étranger. Au Ier siècle av. J.-C., nous possédons des exemples d'artistes arrivés à Rome comme prisonniers de guerre. En 301, l'Édit du Maximum de Dioclétien fixe le salaire journalier maximum auquel ont droit différentes catégories d'artisans : ainsi, le pictor parietarius, peintre des grandes surfaces de murs, gagne, en sus de sa nourriture, 75 deniers ; le pictor imaginarius, peintre des scènes complexes, gagne, dans les mêmes conditions, 150 deniers ; le mosaïste qui réalise les sols gagne 50 deniers, le mosaïste de voûtes ou de murs, 60 deniers. Le tailleur de marbre (sculpteur ?) gagne 60 deniers. Un charpentier gagne 50 deniers, comme le ferronnier, le boulanger, le chaufournier, le teinturier. Tout cela n'a rien à voir avec un professeur d'art oratoire (250 deniers) ou un avocat qui plaide à un procès (1000 deniers).
Il est cependant certain que la clientèle distinguait très bien les meilleurs artistes et les moins doués. Une certaine réputation les entourait, la mode leur était, ou non, favorable et leurs prestations pouvait atteindre des prix élevés. De toute évidence, l'entourage impérial avait recours aux meilleurs. Ceux-là apposaient parfois leur signature sur leurs œuvres, à la manière hellénistique. C'est le cas sur le Marcellus du musée du Louvre, une statue-portrait funéraire du neveu et gendre d'Auguste, Marcus Claudius Marcellus. L'immense qualité de cette œuvre ne laisse aucun doute sur la proximité de son commanditaire avec l'empereur. Une tortue est représentée aux pieds de Marcellus et bien que ce dernier soit figuré in formam deorum en Hermès, l'animal n'en est pas l'attribut. Il serait plutôt à associer à Venus, dont les Iulii se revendiquent descendants. Ce serait donc un rappel symbolique de leur parenté avec la divinité, et une marque de légitimité. Sur la carapace, on lit en grec : « Cléoménès l'Athénien, fils de Cléoménès, [m'] a fait. »

### S'adapter au milieu
Mais, à l'exception du domaine funéraire, l'art plastique est avant tout considéré comme un décor, un ornement. La correspondance de Cicéron le montre très bien : il ne s'agit pas de faire venir des statues des meilleurs maîtres athéniens pour les admirer, mais pour agrémenter sa palestre. La mise en scène et la disposition sont primordiales. On a l'impression que le point de vue romain sur l'art est un point de vue d'architecte. Les découvertes archéologiques (par exemple à Bavay, dans le Nord), montrent que les commanditaires n'hésitent pas à financer des statues copiées sur des chefs-d'œuvre grecs pour former des groupements inattendus (mais non dépourvu de sens), voire à éclater des groupes conçus comme des unités – tel L'Invitation à la danse connue sur des monnaies de Cyzique du IIe siècle av. J.-C.—dans l'intention d'agrémenter un lieu, non sans laisser place à de nouvelles significations.

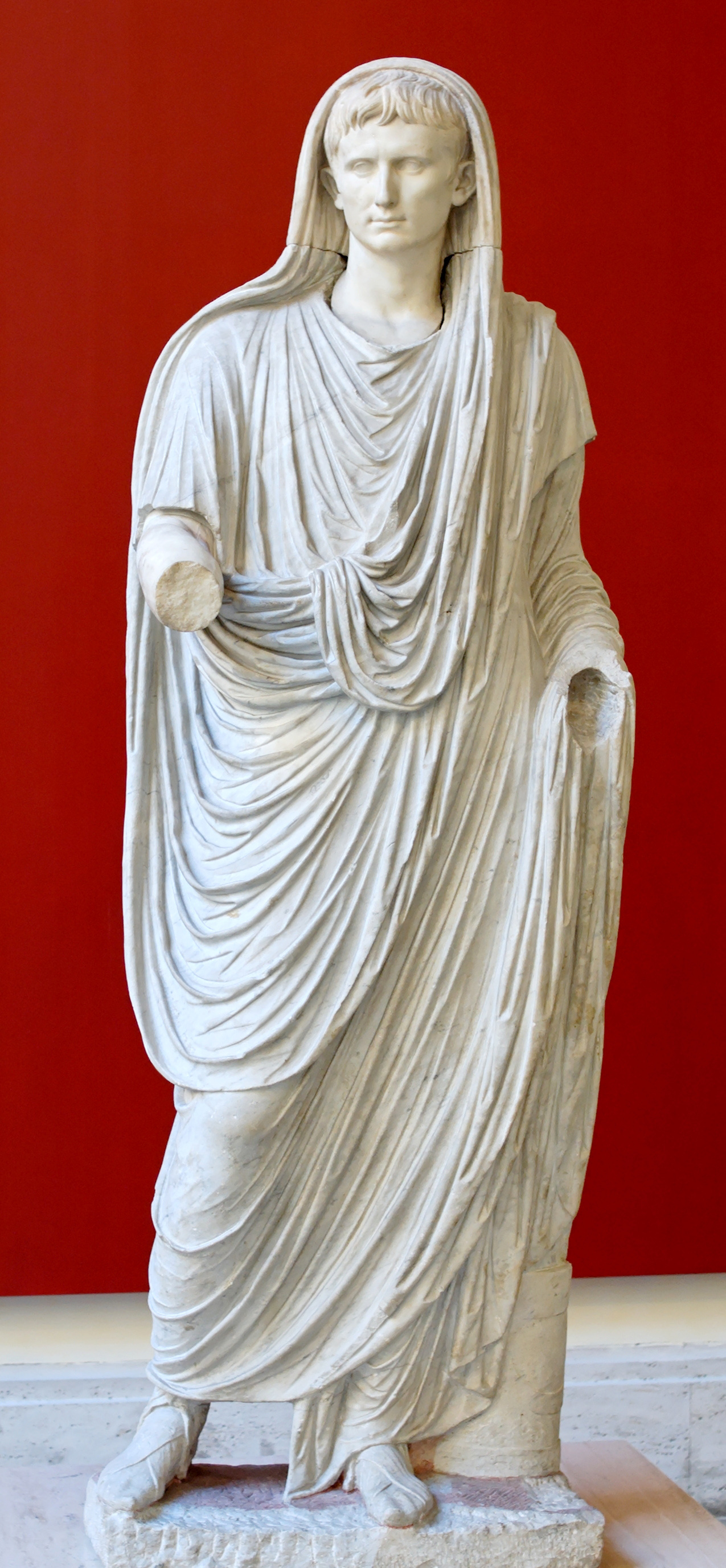
Statue d'Auguste en Grand Pontife, -12 - 14. Musée national romain, Rome, Inv. 56230. Découvert sur la Via Labicana. La tête et les bras ont été sculptés à part.

### Facteurs économiques

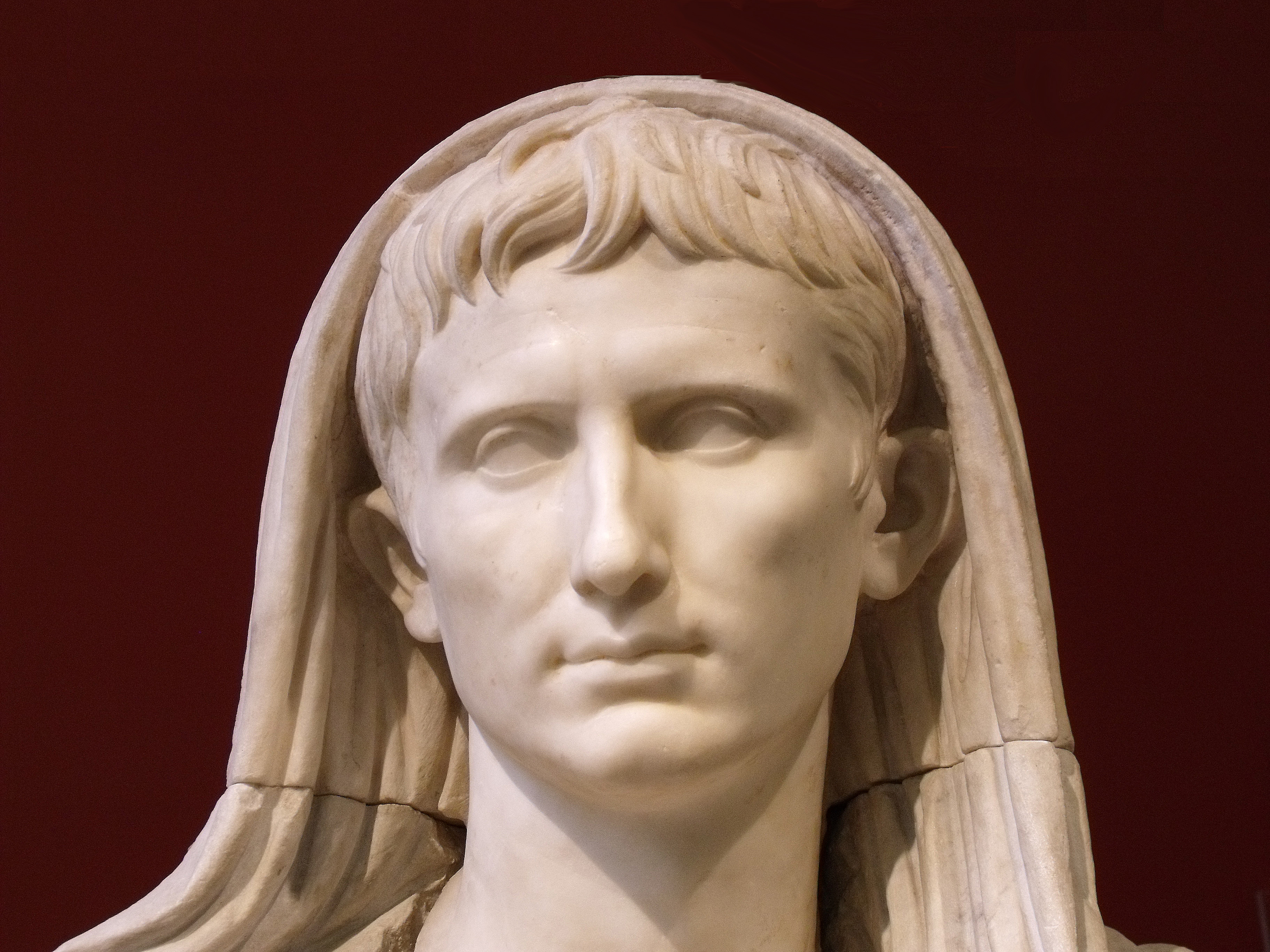
Tête voilée de l'Auguste de la Via Labicana. Musée national romain. La toge est un travail ordinaire, alors que le visage témoigne d'une grande sensibilité.

Un autre facteur gêne l'émergence de fortes personnalités artistes, patent surtout dans la sculpture : il semble qu'à Rome plus qu'en Grèce, la division du travail dans les ateliers ait été poussée à l'extrême. On sait depuis longtemps que la charge de sculpter dans le marbre un visage et celle de sculpter un corps en toge ne pouvait que rarement échoir à la même main, comme le montre à l'évidence l'Auguste de la Via Labicana. Mais il semble même que le soin de sculpter les cheveux ait été réservé à des bras moins doués ou plus spécialisés. Il n'est pas certain qu'Horace exagère dans son Épître aux Pisons, quand il écrit : « Près du cirque émilien, un seul artiste saura rendre les ongles, et imiter dans le bronze la souplesse des cheveux, malheureuse perfection de l'art ! Car il ne saura jamais faire un tout. »
Cette division du travail va de pair avec une pratique esquissée à l'époque hellénistique, mais employée extensivement dans l'empire : l'usage de fabriquer les têtes en accolant plusieurs morceaux de marbre—généralement le visage, la calotte crânienne et l'occiput—collés ou mortaisés entre eux. Il s'agit, si un des intervenants commet une maladresse, de pouvoir facilement "réparer", dans un souci d'économiser au mieux une matière première qui pèse lourd dans le prix de revient, du fait de la modicité de la main d'œuvre.

### Une production artistique libre et à la portée de tous

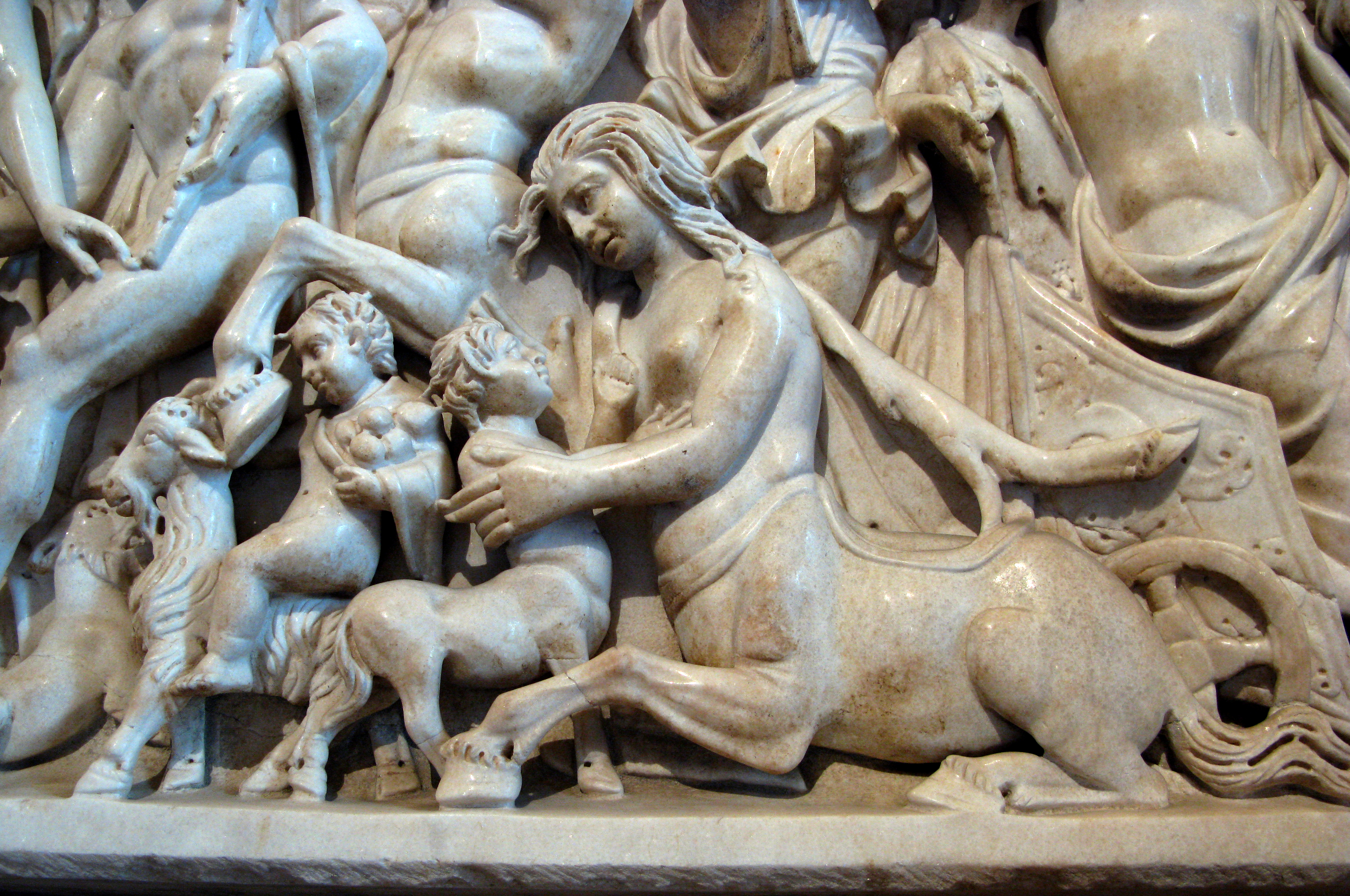
Détail au bas de la cuve du sarcophage de Saint-Médard-d'Eyrans (Près de Bordeaux) : Centauresse et son enfant, vers 230-240. Musée du Louvre, Ma 1346

En conclusion, on peut se demander si l'effacement des artistes derrière leurs donneurs d'ordre n'a pas été une chance pour l'art romain. D'abord, il a permis une véritable généralisation de l'art, à défaut de pouvoir parler de "démocratisation". Il est certain que, même dans les provinces les plus éloignées, même dans les milieux étrangers aux élites financières ou intellectuelles, l'art n'est pas considéré comme réservé à une catégorie privilégiée de la population. Outre l'existence de "galeries" ouvertes au public (tel l'Atrium Libertatis), des résidences modestes, voire des caves, étaient fréquemment ornées de fresques. D'autre part, la multiplicité de la clientèle et le fait qu'elle se sentait peu concernée par les questions proprement artistiques ont certainement accru la marge de liberté de l'artiste/artisan. L'inventivité, la variété et la spontanéité de l'art romain ont été tributaires de cette situation. On peut supposer qu'une frange de la clientèle se souciait peu du caractère plus ou moins académique de la scène sculptée sur un devant de sarcophage. Si la typologie (scènes de chasse, travaux d'Hercule, collège des Muses...) lui plaisait, elle ne cherchait pas à voir ou critiquer les innovations, les petits détails, les touches stylistiques qui font le charme de maints reliefs, maintes fresques et mosaïques, maints vases en argent[réf. souhaitée].

## Réception de l'art romain

### Spécificités et succès de l'art romain

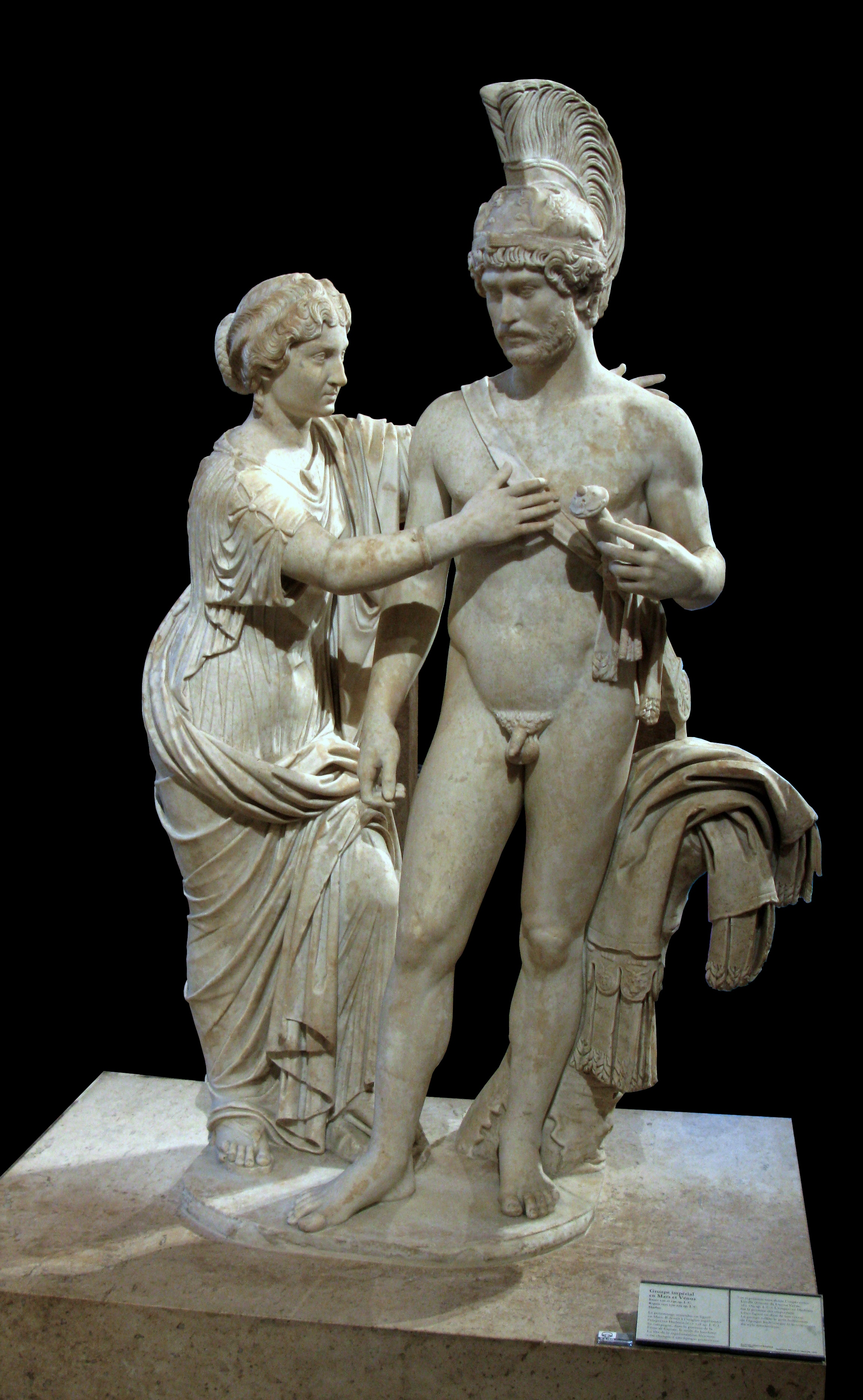
Groupe de Mars et Vénus, II. Musée du Louvre, Ma 1009

Du prolongement de l'art grec aux productions originales, le passage se fait progressivement. Une des significations de "l'éclectisme" tant condamné dans l'art romain, c'est que, très tôt, ce qui est grec c'est le vocabulaire (types statuaires grecs...), et ce qui est romain c'est la syntaxe (façon d'agencer les éléments pour en faire quelque chose de nouveau). Ainsi, au IIe siècle, le groupe statuaire de Mars et Vénus, tel celui du musée du Louvre, est la juxtaposition d'une Aphrodite du type de Capoue (une création grecque du IVe siècle av. J.-C., dont la Vénus de Milo est une copie... hellénistique), qui se mire dans un bouclier, et d'un Arès du type Borghèse (une œuvre d'Alcamène du Ve siècle av. J.-C.). Le sens est détourné : Vénus habille son amant et ne s'admire plus dans un miroir.

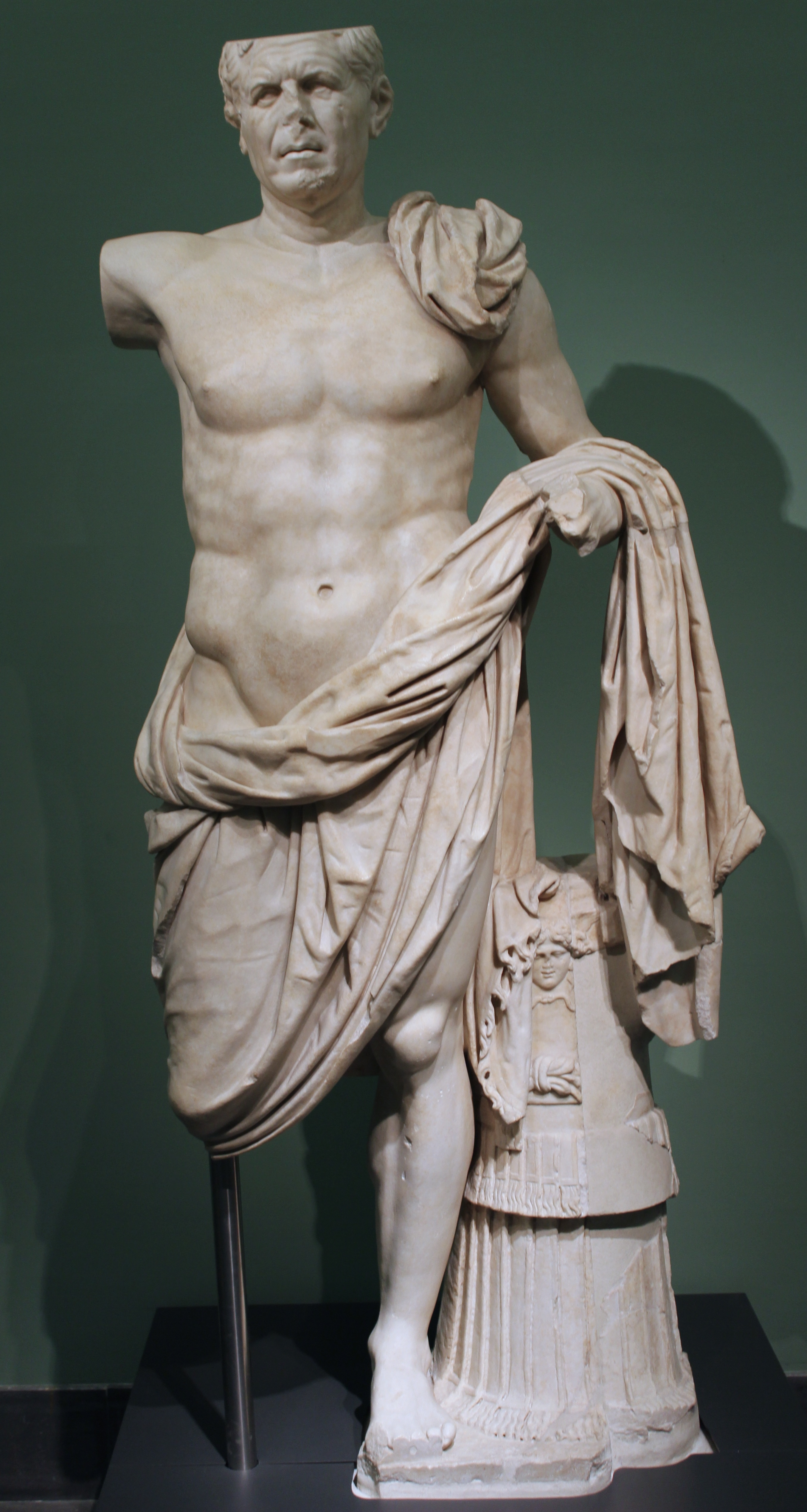
Portrait d'un général dans la nudité héroïque, atténuée par le vêtement militaire. Tivoli. Marbre, H. 1,88 m.. Musée national romain

De même, dès le IIe siècle av. J.-C., des portraits de la fin de la République romaine sont sculptés sur des corps copiés d'après le nu héroïque de tradition grecque. Or, les portraits "républicains" montrent des visages creusés de rides, des crânes chauves, des nez talés, non dans un souci de réalisme ou de ressemblance, mais pour donner chair aux idéaux aristocratiques de severitas, gravitas, frugalitas (au moment même où le luxe venu des conquêtes orientales déferle sur Rome). La réussite de l'art romain, illustrée dans la statue du Général de Tivoli (Rome, Musée national romain), c'est de marier des formes apparemment contradictoires, sans lien historique entre elles, en un tout harmonieux et riche de sens. Un tel mélange est inconnu dans le monde grec.

## Un art romain ou des arts romains?

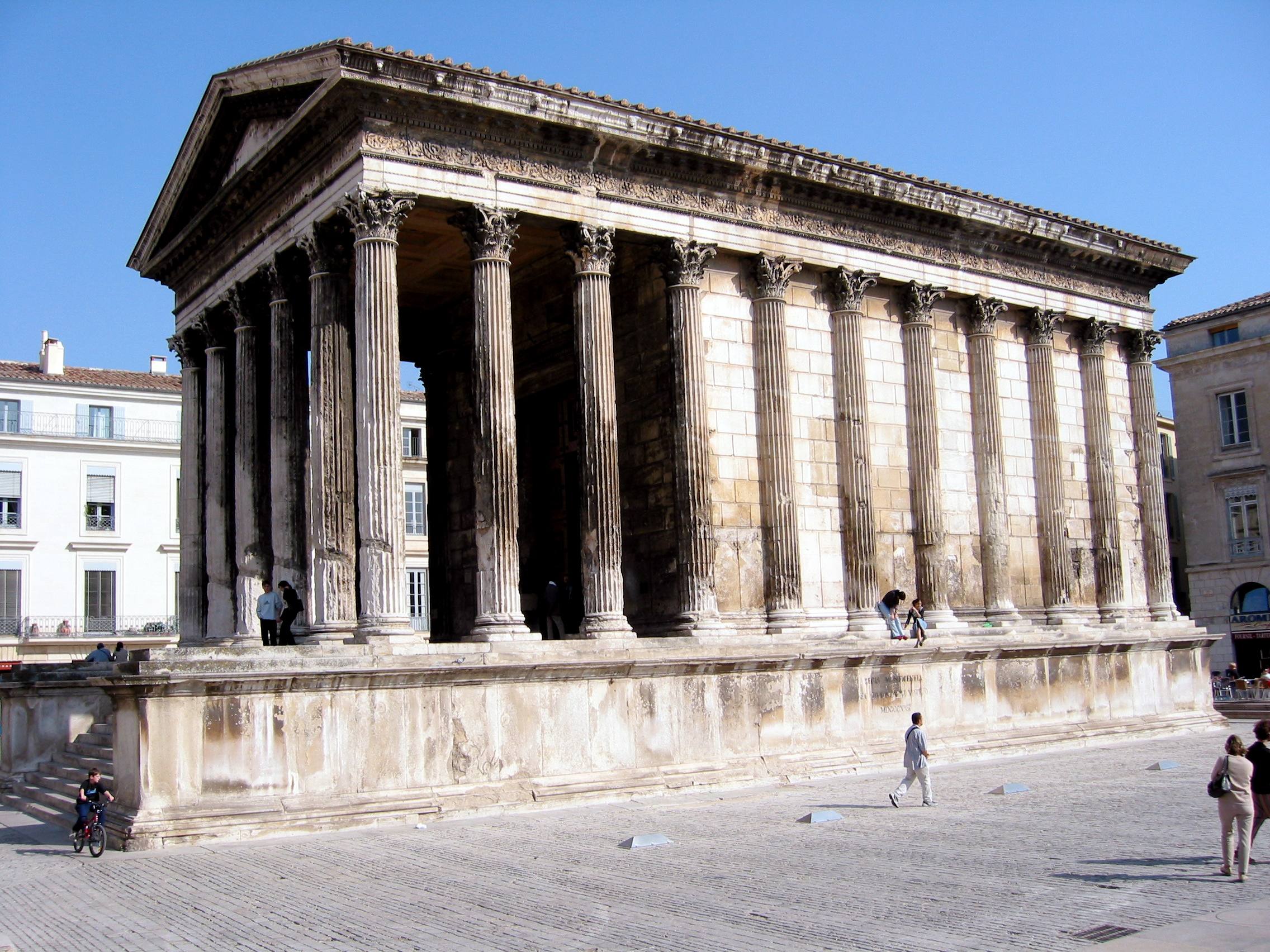
La Maison Carrée de Nîmes

Quand on parle d'art romain, ne doit-on considérer que les monuments de Rome ? La Maison Carrée de Nîmes : art romain ou gallo-romain ?
Pendant longtemps, on a imaginé que Rome inventait les modèles et qu'ils se diffusaient dans les provinces (art romain abâtardi), et que cela se passait dans un sens unique. On avait donc l'idée d'une dégénérescence du centre vers la périphérie.
Or Rome est une ville d'interdits. Les Romains n'aiment pas l'innovation. Le mot nova res désigne l'innovation ; c'est un mot dépréciatif, synonyme de révolution, c'est-à-dire ce qu'il y a de pire pour les Romains. Pour les Romains il faut, même dans le domaine de l'art, rester dans la tradition. En réalité tout change. Ces changements s'effectuent dans les provinces, loin de Rome. Et ils reviennent à Rome avec une certaine ancienneté, et sont donc acceptés.

### Sources
- Lexicon Iconographicum Mythologiae Classicae (LIMC)
- Pline l'Ancien, Histoire naturelle [détail des éditions] [lire en ligne] XXXV, La peinture. Traduction Jean-Michel Croissille, Les belles lettres, 2002.